# Индуистская иконография
Индуистская иконография (англ. Hindu iconography) — совокупность канонических правил изображения божественных образов в индуизме, отражающих их духовное значение. В течение более чем двухтысячелетней истории индуизма в нём были приняты различные иконографические символы, которые являются частью индуистской иконографии. Они преисполнены духовного значения, основанного на священных текстах и культурных традициях. Толкование иконографии варьируется в зависимости от географии, исторического периода и религиозной традиции.
По мере развития иконографии одни символы (такие как свастика) нашли распространение за пределами индуизма, тогда как другие (например, Ом) получили признание исключительно как индуистские. Другими важнейшими аспектами индуистской иконографии являются мурти и мудры. Некоторые символы в индуистской иконографии (животные, растения, инструменты, оружие и даже цвета) ассоциируются с одним из божеств или наоборот. В отдельных случаях сами божества выступают персонификацией природных сил. Примерами могут служить ведийские божества: Агни (олицетворяющий огонь), Ваю (ветер), Сурья (Солнце) и Притхиви (Земля). В других случаях те или иные ассоциации связаны с определёнными мифами. Символизм отождествляет божества с природными силами, священными атрибутами или с видом деятельности. Знание символики индуизма играет ключевую роль в понимании аллегорических ссылок как в литературе индуизма, так и в работах древних и современных индийских авторов.
Целью художественного искусства индуизма никогда не было подражание природе или воссоздание реальности с помощью художественных приёмов. Его конечным стремлением является создание идеализированной формы. Скульпторы и художники не уподобляли свои творения живым существам. Вне зависимости от того, был ли их иконографический объект божеством или эпическим героем, его создатель стремился передать стилизованный идеал.

## Изображение божеств и духов природы
Истоки изобразительного канона индуизма восходят к Индской цивилизации (2300—1700 годы до н. э.), древнейшей на территории Индостана. Изображение трёхликого рогатого божества, сидящего в йогической позе в окружении животных, на одной из печатей Мохенджо-Даро отдалённо напоминает Шиву-Пашупати. Прообраз божественного танцора, Шивы-Натараджи просматривается в мужском торсе, найденном в Хараппе. Лёгкий разворот верхней части тела, наклон её в правую сторону, поднятое левое бедро станут характерными для изображений танцующего Шивы. Многочисленные женские терракотовые фигурки из Мохенджо-Даро и Хараппы считают изображениями божественной матери, богини плодородия, культ которой был широко распространён. Женские изображения последующих эпох напоминают их своими пышными формами.
Изображений ведийского периода почти не сохранилось. Считается, что в то время поклонялись образам, выполненным из нестойких материалов. Кроме того, поклонение было ориентировано на неизобразительные объекты, такие как магические диаграммы, янтры и мандалы, почитание которых практикуется по настоящее время. Формирование образов божеств и героических персонажей начинается с середины Маурийского периода (IV—II века до н. э.). Сохранилось значительное число памятников изобразительного искусства того времени. К ним относятся монументальная скульптура, высеченная из камня, относящиеся к мелкой пластике терракотовые головки и целые фигурки людей. Многие персонажи Маурийского периода — это якши и якшини.

Искусство Индской цивилизации в коллекциях Бруклинского музея, Музея искусств округа Лос-Анджелес и Королевского музея Онтарио
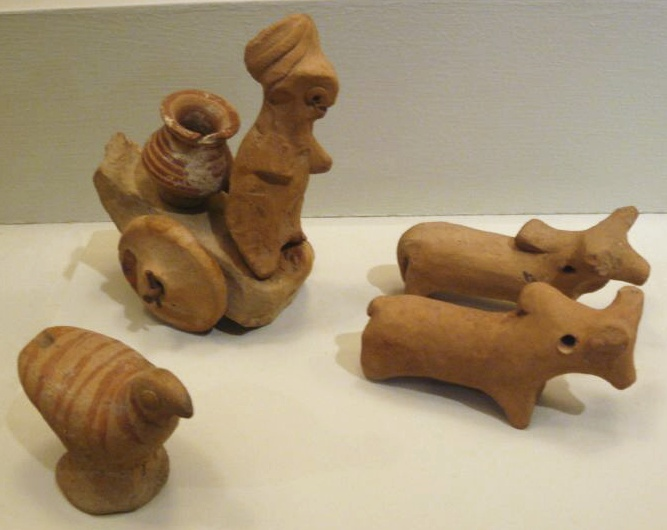
Терракотовые фигурки из Мохенджо-Даро и Хараппы
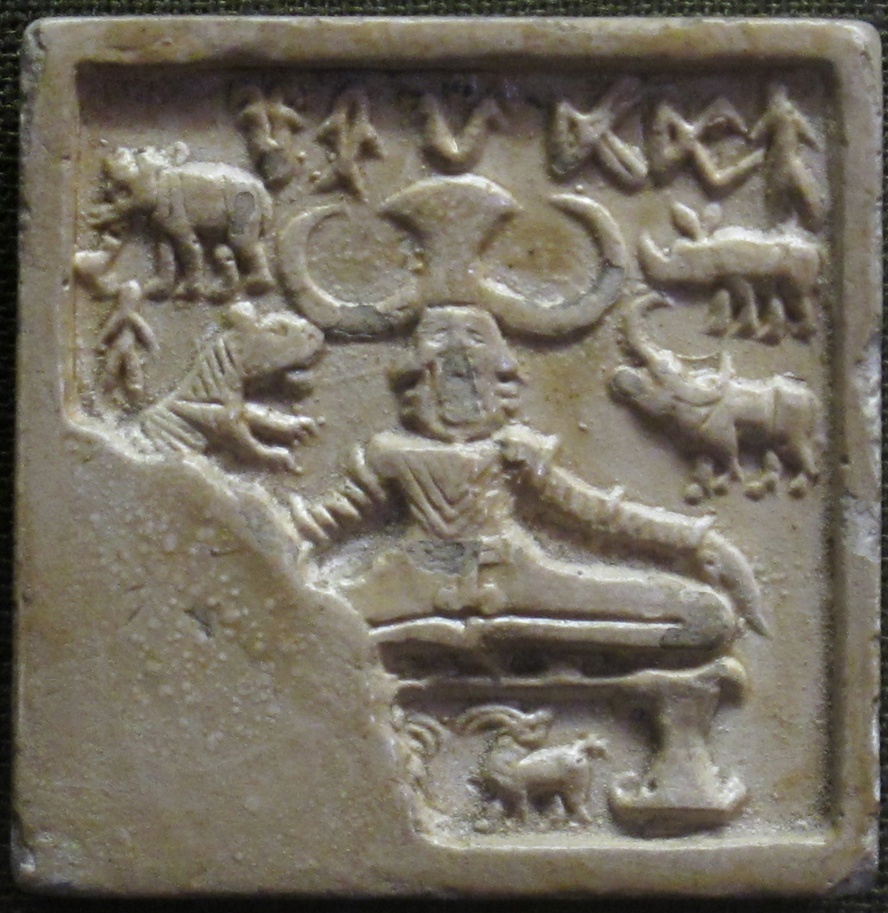
Шива-Пашупати
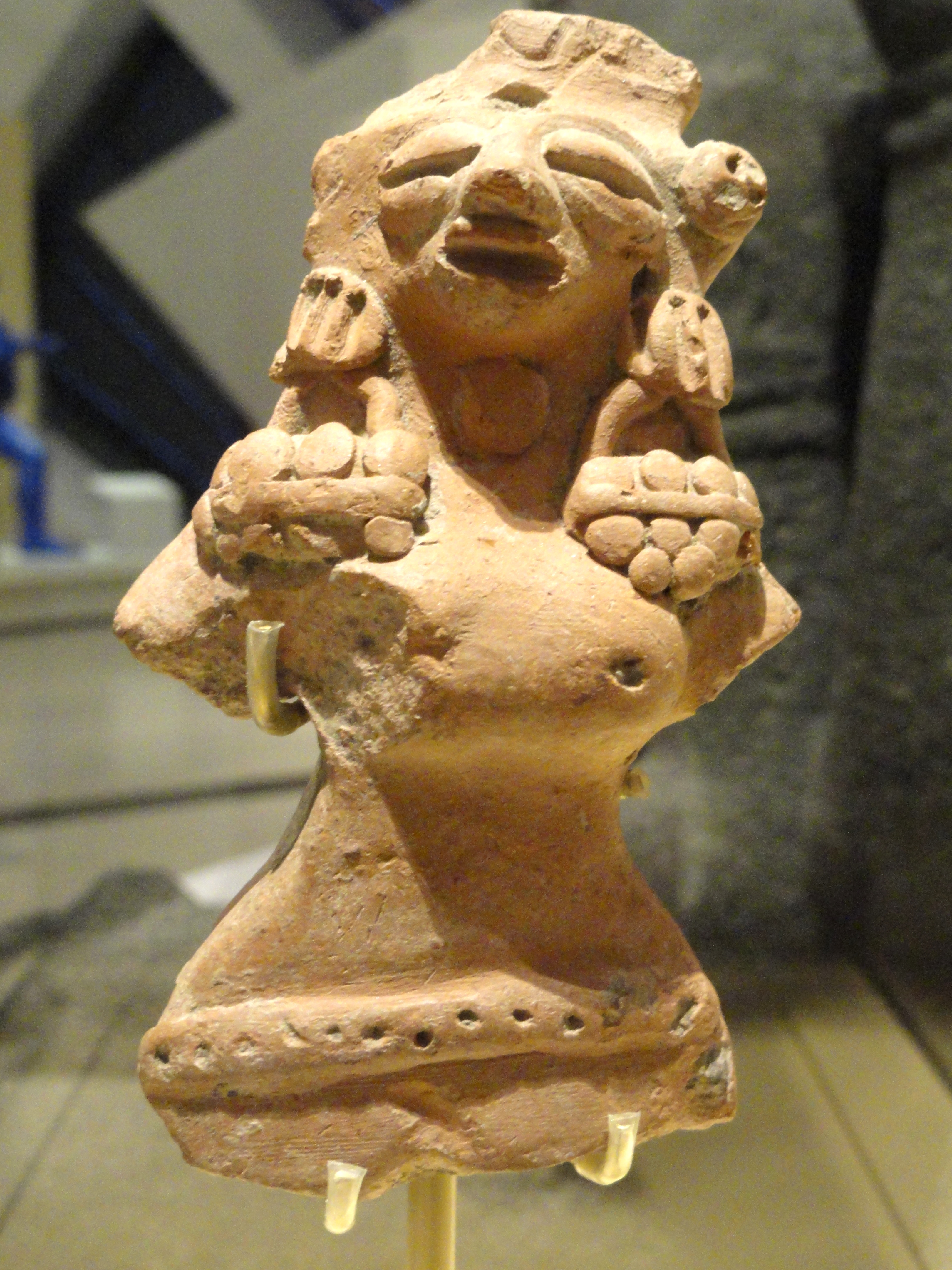
Фигурка женского божества
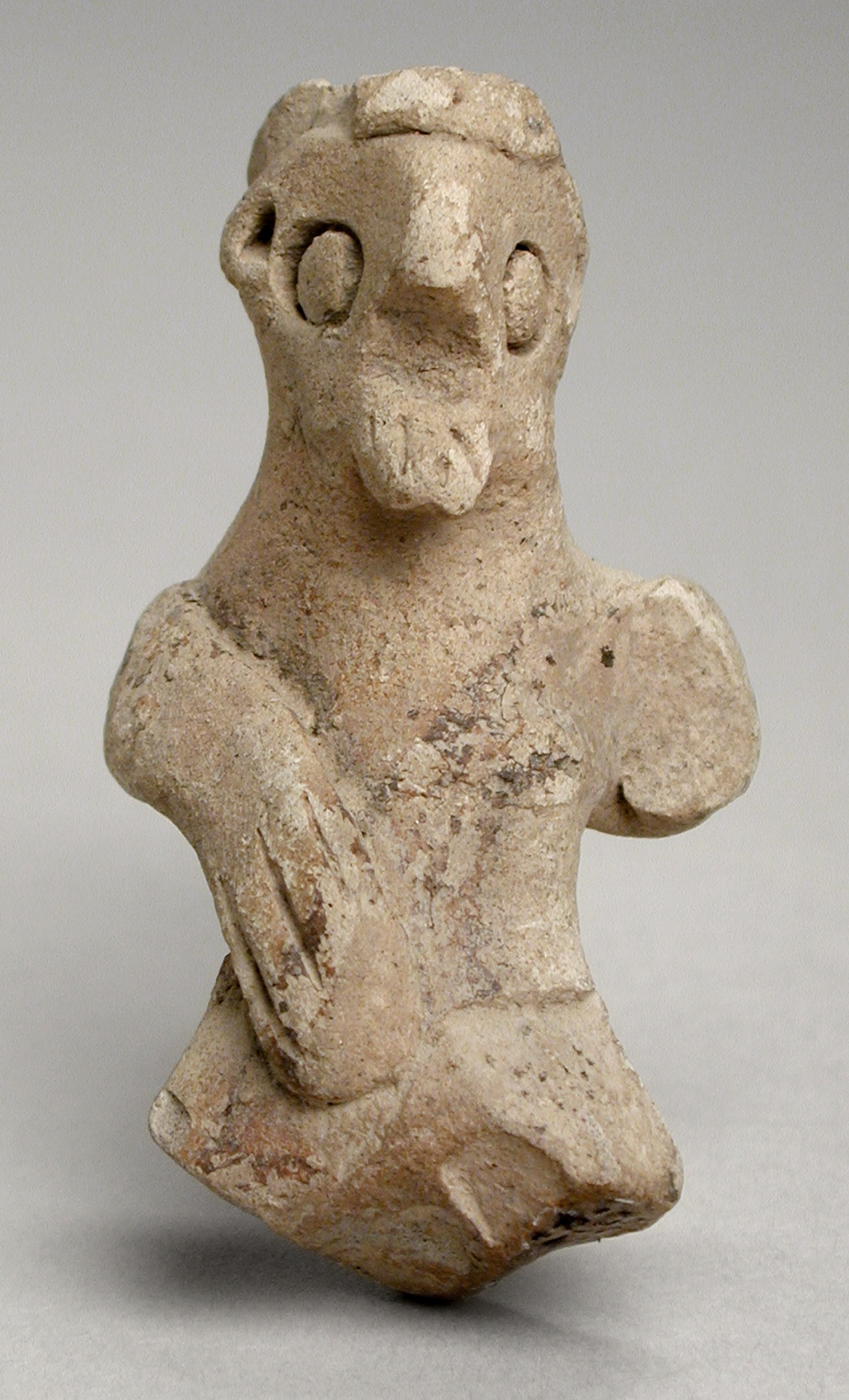
Мужская фигурка

Они представляют собой духов природы, подземных недр и созидательных сил, связанных с землёй и растительностью. В их изображении прослеживается аналогия якшей и богинь растительности, запечатлённых на печатях из Мохенджо-Даро. Ранняя монументальная скульптура из камня отличается статичностью. Монументальная скульптура представлена изображениями выше человеческого роста, выполненных фронтально. Они поражают зрителя своей напряжённостью и скованностью. Будучи полностью антропоморфными, скульптуры производят впечатление «сверх-человечности». К примеру, якша из Паркхама (Уттар-Прадеш), высеченный из песчаника и датируемый IV—III веками до н. э. Величественный гигант высотой 2,6 метра твёрдо стоит на земле, расправив плечи. Его слегка расставленные ноги подобны колоннам, статичная поза архаична. Прямолинейность опоясывающих лент и тканей одежды связана с резьбой по дереву. Подчёркнуто выпуклый живот якши — характерный признак низших божеств, напоминает о связи тучности с идеей плодородия.
Другой пример демонстрирует статуя якшини из Дидарганджа (Бихар), датируемая IV—II веками до н. э. Богиня в виде молодой сильной женщины с хорошо развитыми формами стоит, держа на плече ритуальное опахало из хвоста яка. Пышные формы богини подчёркивают родство с богиней плодородия. Её опахало является атрибутом, присущим божествам низшего ранга. В терракотовой скульптуре больше черт светского характера, о чём свидетельствуют специфические этнические и индивидуальные характеристики образов. Скульпторов отличает стремление к конкретности, живости и непосредственности в изображении мужчин и женщин. В своих творениях они стремились отражать многочисленные бытовые подробности.

Скульптуры якши и якшини в коллекциях Правительственного музея в Матхуре, Индийского музея и Музея Бихара
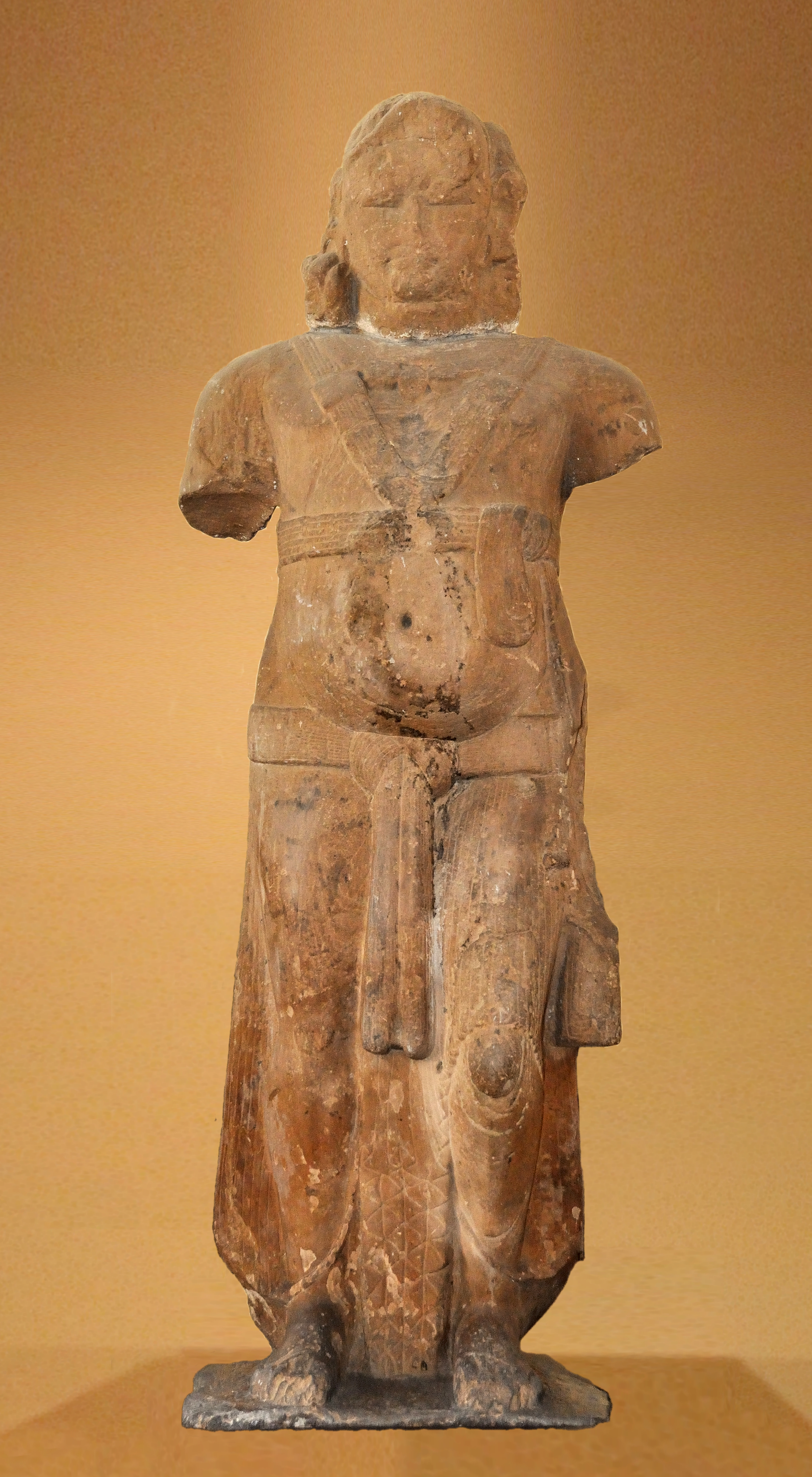
Статуя Якши из Паркхама
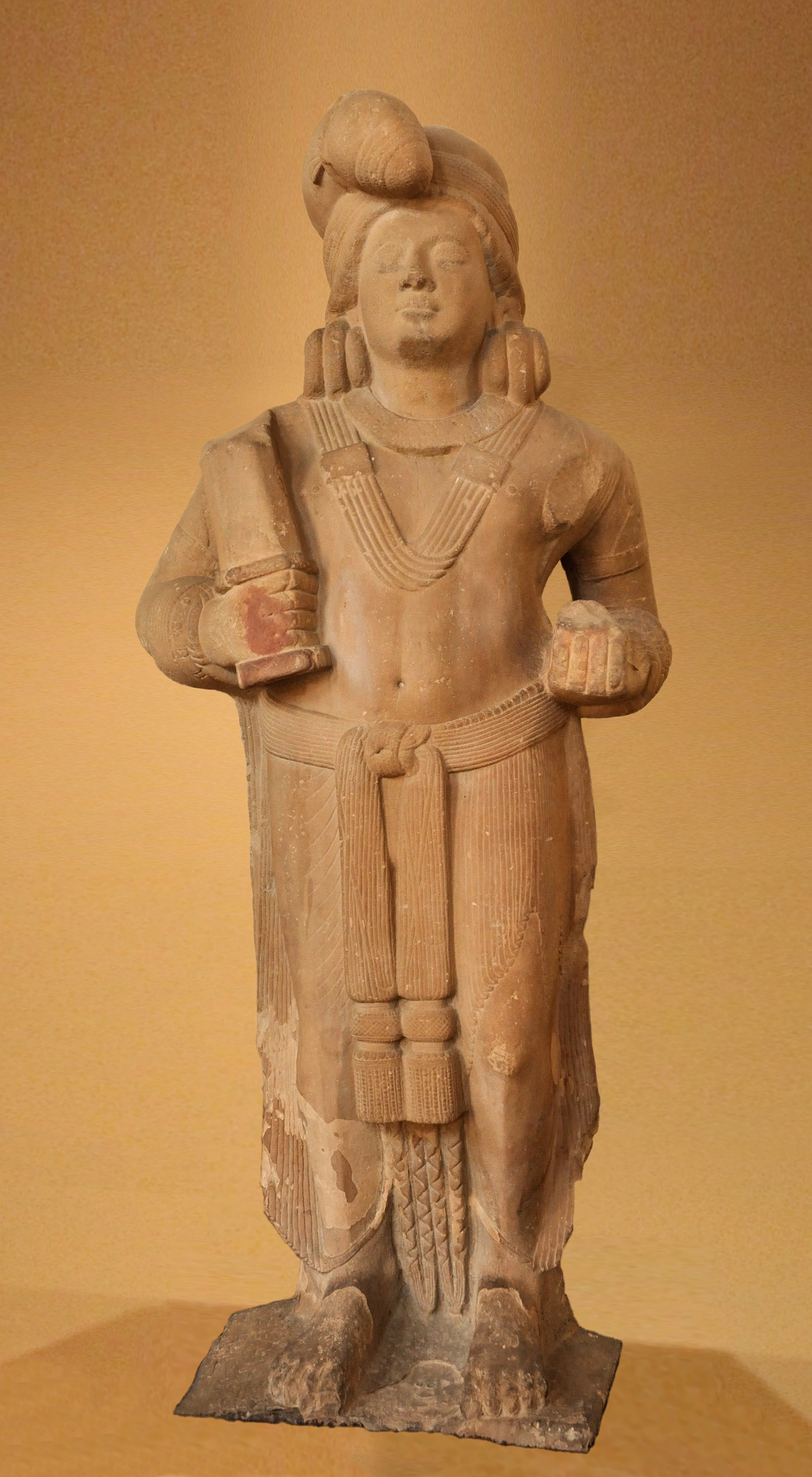
Статуя Якши из Бхарана Калан
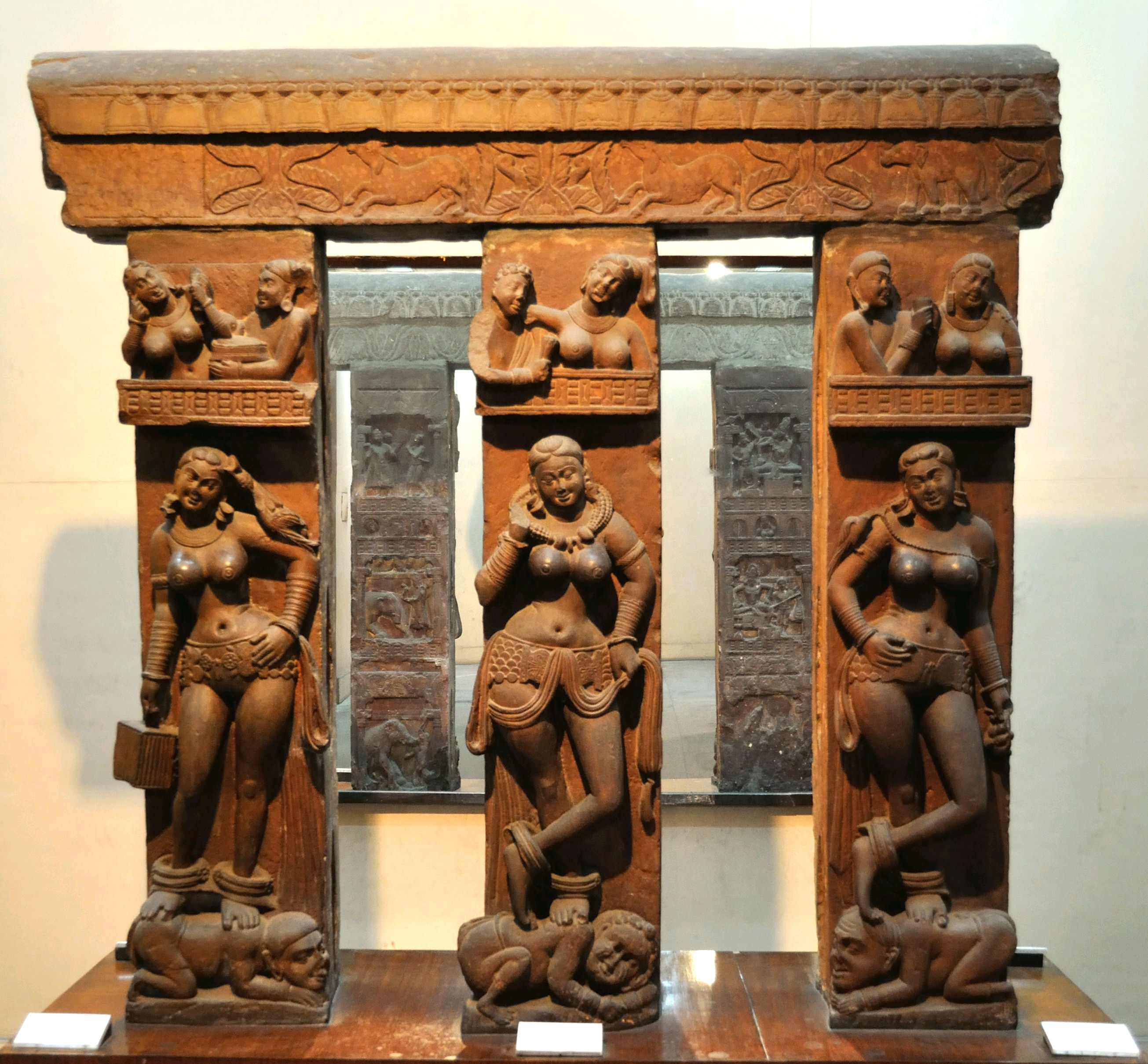
Барельефы якшини из Бхутешвара
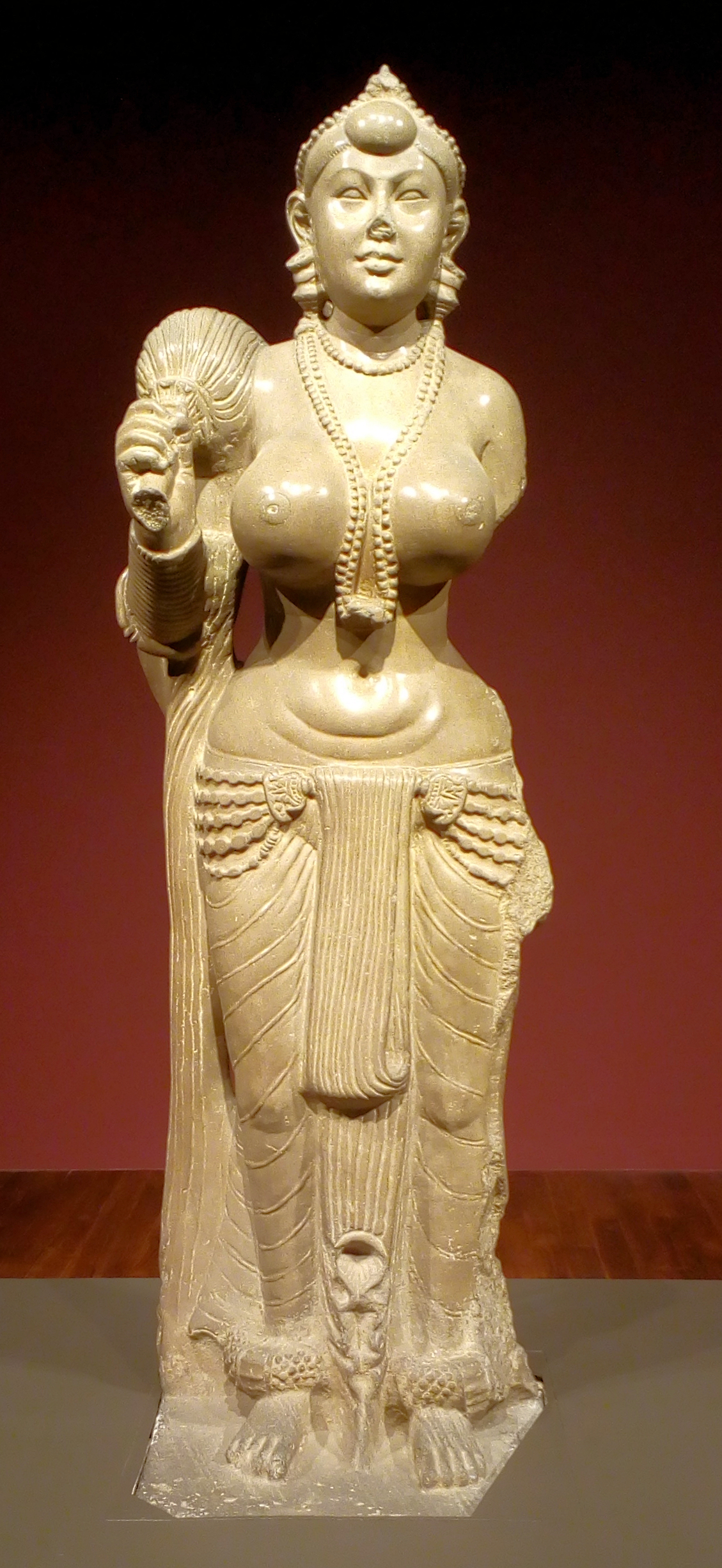
Якшини из Дидарганджа

## Становление иконографического канона

### Трактат «Читралакшана»

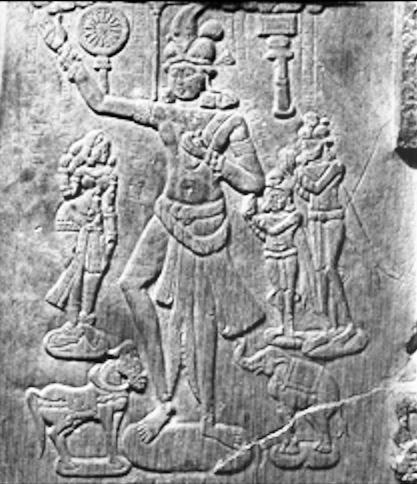
Изображение чакравартина со ступы в Джаггайапета (Андхра-Прадеш)

Произведения древней живописи индуизма до нашего времени не сохранились. Однако существование живописной традиции не подлежит сомнению. На рубеже нашей эры были написаны трактаты, содержащие изобразительный канон. Трактат «Читралакшана» («Характерные черты живописи», Chitralakshana) дошёл до нас в тибетском переводе. Он подробно рассказывает, как нужно изображать людей, царей, богов и других существ.
Образцом совершенства считается «чакравартин», идеальный правитель. Пропорции его фигуры, как и других персонажей, определяет модульная система. Единицей измерения в ней служит ангул (палец). Рост чакравартина составляет 108 ангулов. Его лицо в длину равняется 12 ангулам, в ширину — 14. Кроме того, детально описываются пропорции остальных частей тела, цвет и форма глаз мужчин и женщин, цвет их кожи и одежды. Отмечается, что идеальным считается тело шестнадцатилетнего юноши, на котором не видны мускулы, кости не заметны, икры на ногах сглажены. Отшельник или святой подвижник, «садху», изображается на 2 ангула ниже повелителя, следующий по степени святости отшельник, «малава», — на 4 ангула ниже, «вьянаджан», «очищающийся», — на 8 ангулов ниже, «гиридхарва» — на 10 ангулов. В изображении простых людей допускается свобода, недопустимая в изображении богов и правителей. Кроме того, иконографический канон включал символические жесты (мудры), позы, атрибуты. Их количество возрастало по мере роста индуистского пантеона.

### Иконография тримурти

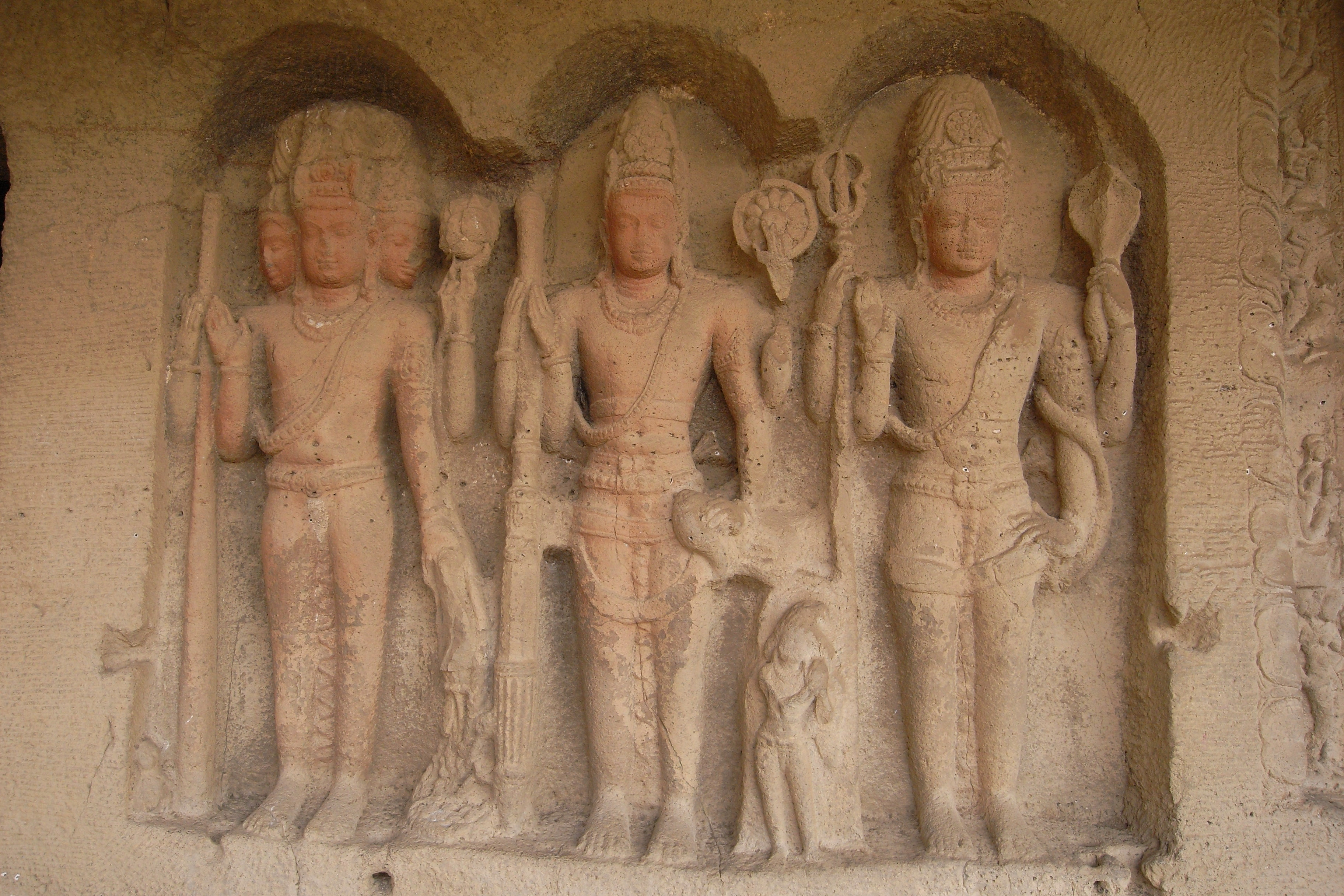
Тримурти из пещерного храма Эллоры

В индуистской литературе упоминаются почти три миллиона божеств. Главными среди них являются три бога, вместе называемые «Тримурти» (буквально, «три образа») — Брахма, Вишну и Шива. Они наделяются разными качествами и рассматриваются как воплощённое единство всех космогонических сил, или персонификация духовного начала высшего Брахмана.
В иконографии Брахма предстаёт в образе бородатого мужчины с четырьмя лицами и восемью руками. В них он держит четыре священные Веды, жезл, сосуд с водой из Ганга, жертвенную ложку, иногда — чётки, лук для стрельбы и цветок лотоса. Передвигается Брахма, согласно мифам, верхом на гусе. Его супруга Сарасвати — богиня мудрости и красноречия. В современной Индии Брахма не играет сколько-нибудь значительной роли. В нём видят бога, выполнившим свою миссию, ему посвящены не более десятка храмов, самый крупный из которых находится в Пушкаре (Раджастхан).
Бог Вишну предстаёт хранителем мира, его изображают прекрасным четырёхруким юношей с тёмно-синей кожей, одетым в жёлтые шёлковые одеяния, украшенный многочисленными драгоценностями. На некоторых изображениях он дремлет на свернувшемся в кольца тысячеголовом змее Ананта-Шеше, который пребывает в Молочном океане. Возлежа на змее, Вишну дремлет во время «ночи Брахмы», когда один мир уже разрушен, а другой ещё не создан. В новом мире Вишну обитает в своей райской обители, Вайкунтхе. Справа от него находится прекрасная Лакшми — богиня счастья и богатства, жена, идеал женщины и воплощение канона женской красоты, известная под именами «Шри» (Благая), «Камала» (Лотос), «Индира» (Очаровательная), «Бху» (Счастливая), «Сарасвати» (Красноречивая), «Шанти» (Спокойная) и другими.
Третий член тримурти — Шива совмещает в себе противоречивые и противоположные черты. Он одновременно грозный, гневливый (Бхайрава) и милостивый, всепрощающий (Шанкара). Шива является вестником смерти и её победителем, он уничтожает и дарует жизнь. Ранний образ Шивы зародился во II—I веках до н. э., им стала статуя Шива-линга-мурти из Гудималлама. Шива изображён в виде полного сил человека, стоящего на плечах фантастического карлика, на фоне лингама. В его руках жертвенное животное (баран) и топор. Наличие предметов свидетельствует о складывании символико-атрибутивного комплекса. Пропорции тела Шивы совершенны, грудь и плечи мощны, он подобен героическому воину.

Образы тримурти — триады верховных богов индуизма
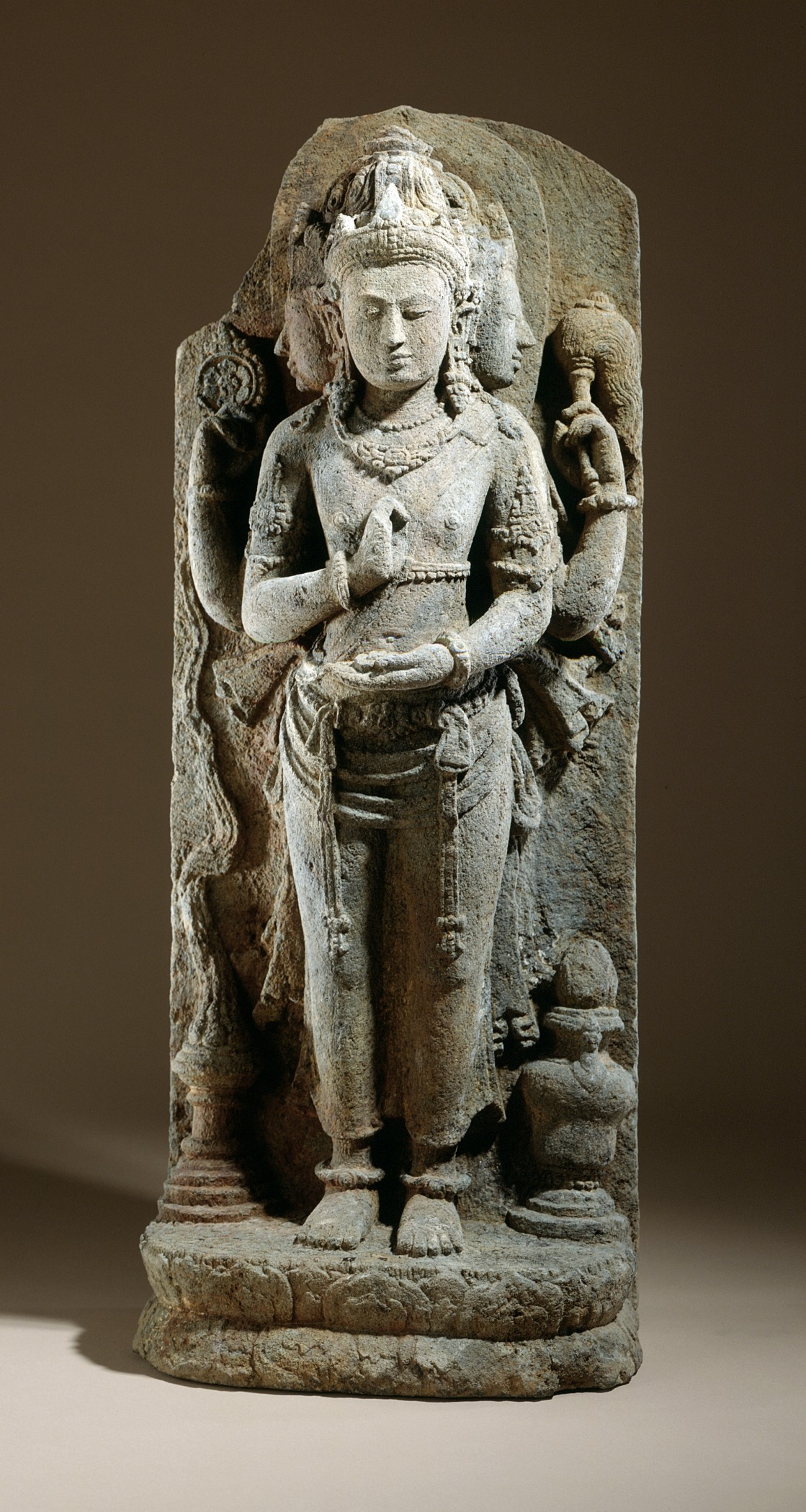
Брахма, Индонезия, IX век
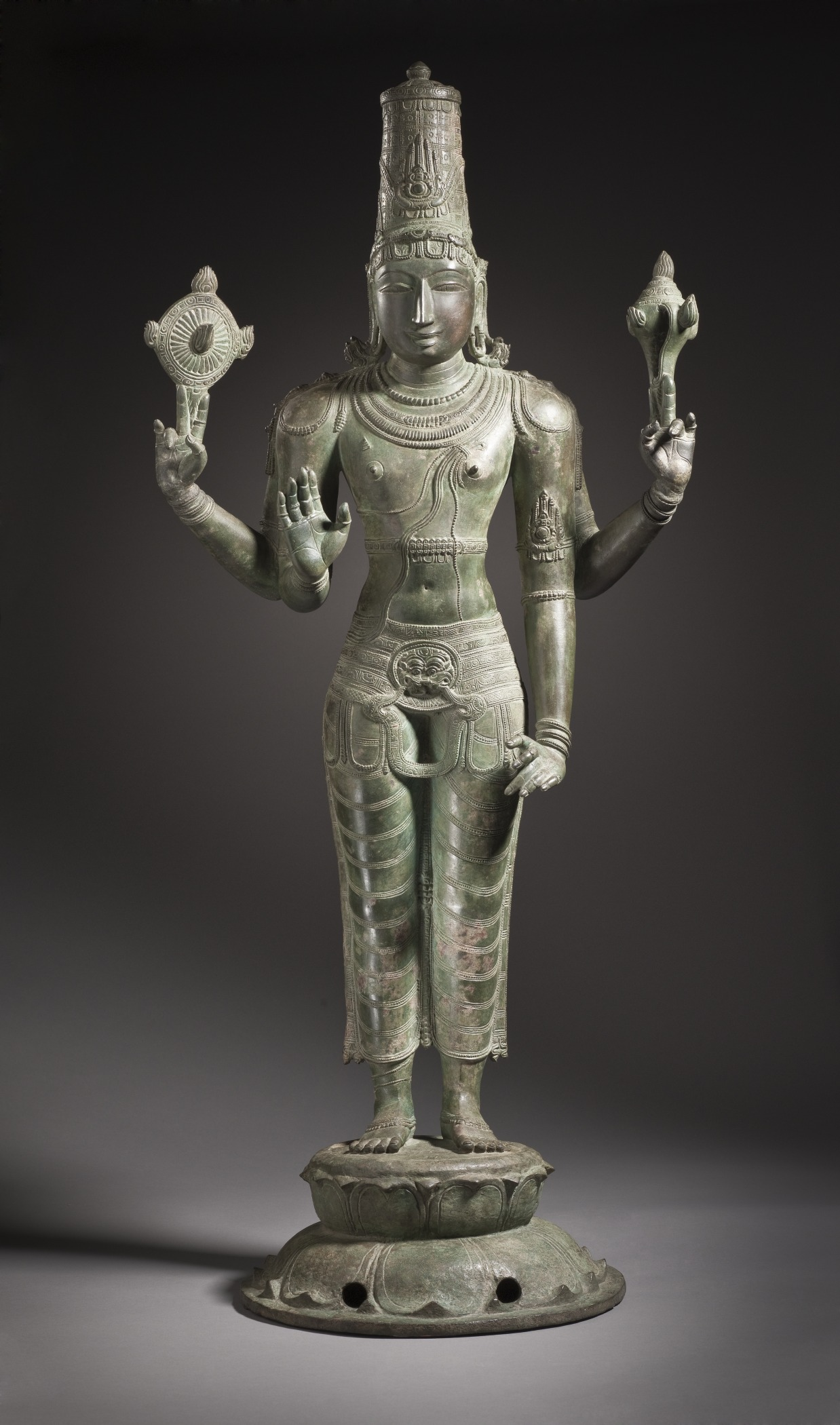
Вишну, Индия, Тамилнад, XIII век
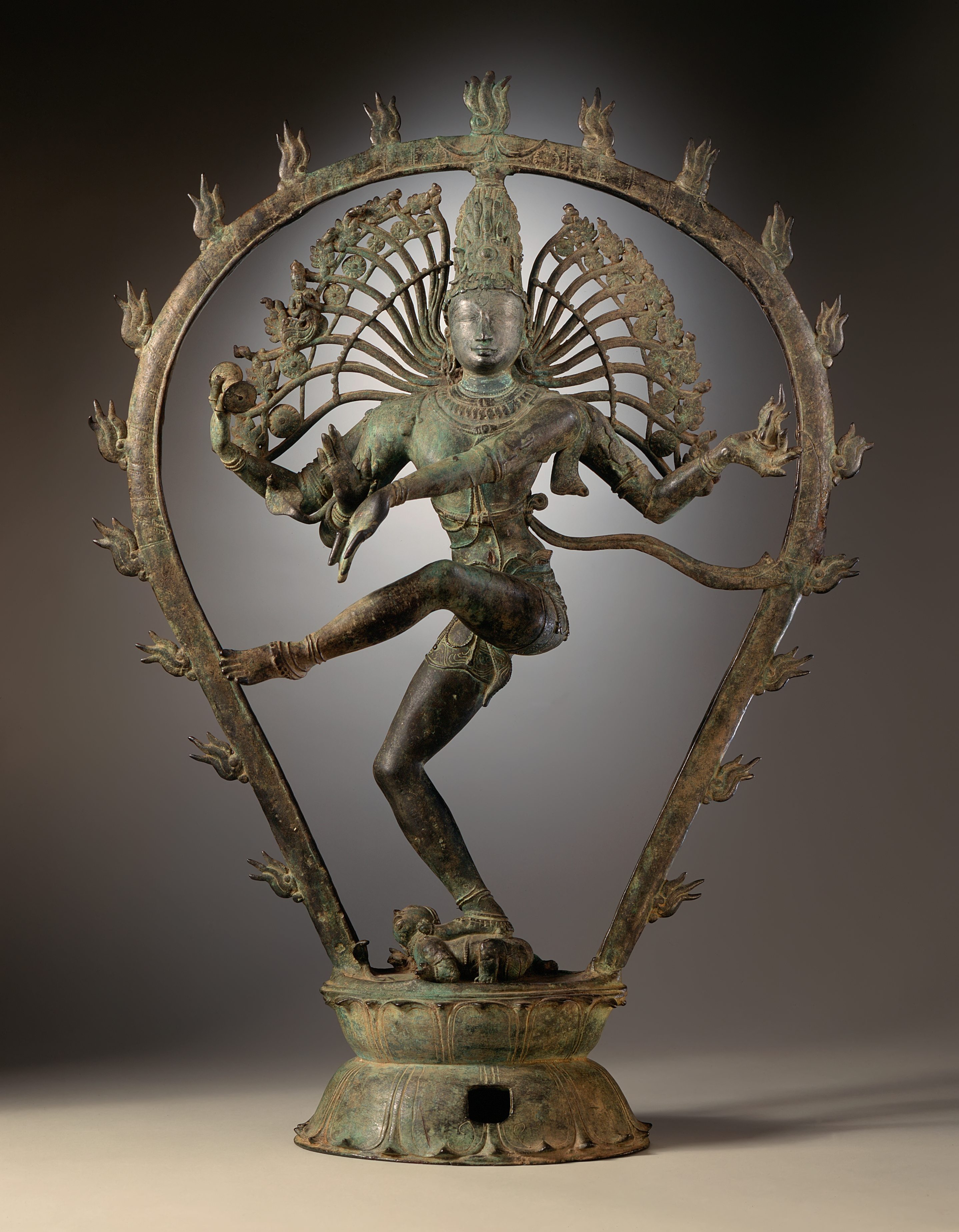
Шива-Натараджа, Индия, Тамилнад, XI век

В современной иконографии Шиву изображают с изливающимся ему на голову потоком небесной реки Ганга. Согласно поверью, приняв на себя её мощные воды, он спас мир от разрушения. Полумесяц на голове Шивы источает нектар вечной жизни. Бог восседает на белом быке Нанди, изображения которого есть в большинстве храмов. Постоянным и чрезвычайно почитаемым иконографическим воплощением Шивы является фаллический символ лингам. Шива считается покровителем аскетов, предающихся умерщвлению плоти и медитации. Его изображают в виде отшельника, тело которого обвито змеями, покрыто пеплом и обёрнуто тигриной шкурой вокруг бёдер. Слияние божественных аспектов Вишну и Шивы закрепляется и в иконографическом образе Харихары.
Сложившийся на заре первого тысячелетия иконографический канон принимается всеми конфессиями, что привело к тождественности в изображении второстепенных индуистских, буддийских и джайнских божеств при сохранении различий центральных персонажей пантеона.

### Символизм божеств индуизма
| Божество  | Атрибуты                                                                                                  | Божественные качества                                       |
| --------- | --- | ----------------------------------------------------------- |
| Брахма    | лотос, лебедь, Веды, гирлянда из чёток                                                                    | миротворение                                                |
| Вишну     | лотос, Шеша, Сударшана, шанкха, Каумодаки, синий цвет                                                     | сохранение мира                                             |
| Шива      | третий глаз, лингам, кобра, полумесяц, барабан, шкура тигра, тришула, рудракша, вибхути                   | разрушение мира                                             |
| Индра     | ваджра | молния, дождь, чувства                                      |
| Варуна    | паша | нравственность                                              |
| Лакшми    | лотос, сова                                                                                               | благополучие, удача и процветание                           |
| Парвати   | лев | супруга Шивы, плодородие                                    |
| Сарасвати | лотос, павлин, лебедь, вина, белый цвет                                                                   | мудрость и искусство                                        |
| Кали      | гирлянда из человеческих голов                                                                            | санскритский алфавит                                        |
| Рама      | лук и стрелы                                                                                              | аватара Вишну, добродетель                                  |
| Кришна    | корова, топлёное масло, бансури, павлинье перо, листья туласи на стопах, тёмно-синий или чёрный цвет тела | лила-аватара Вишну (в некоторых традициях — сваям-бхагаван) |
| Баларама  | плуг, белое перо в волосах, синие одежды, белый цвет тела                                                 | старший брат Кришны, он же Санкаршана, или Ананта-дев       |
| Ганеша    | ОМ, модак, мышь                                                                                           | благополучие, устранение препятствий                        |
| Хануман   | булава | аватара Шивы, спутник Рамы, бхакти                          |
| Муруган   | павлин, копьё                                                                                             | сын Шивы, война                                             |

## Храмовая скульптура

### Стиль Гуптов

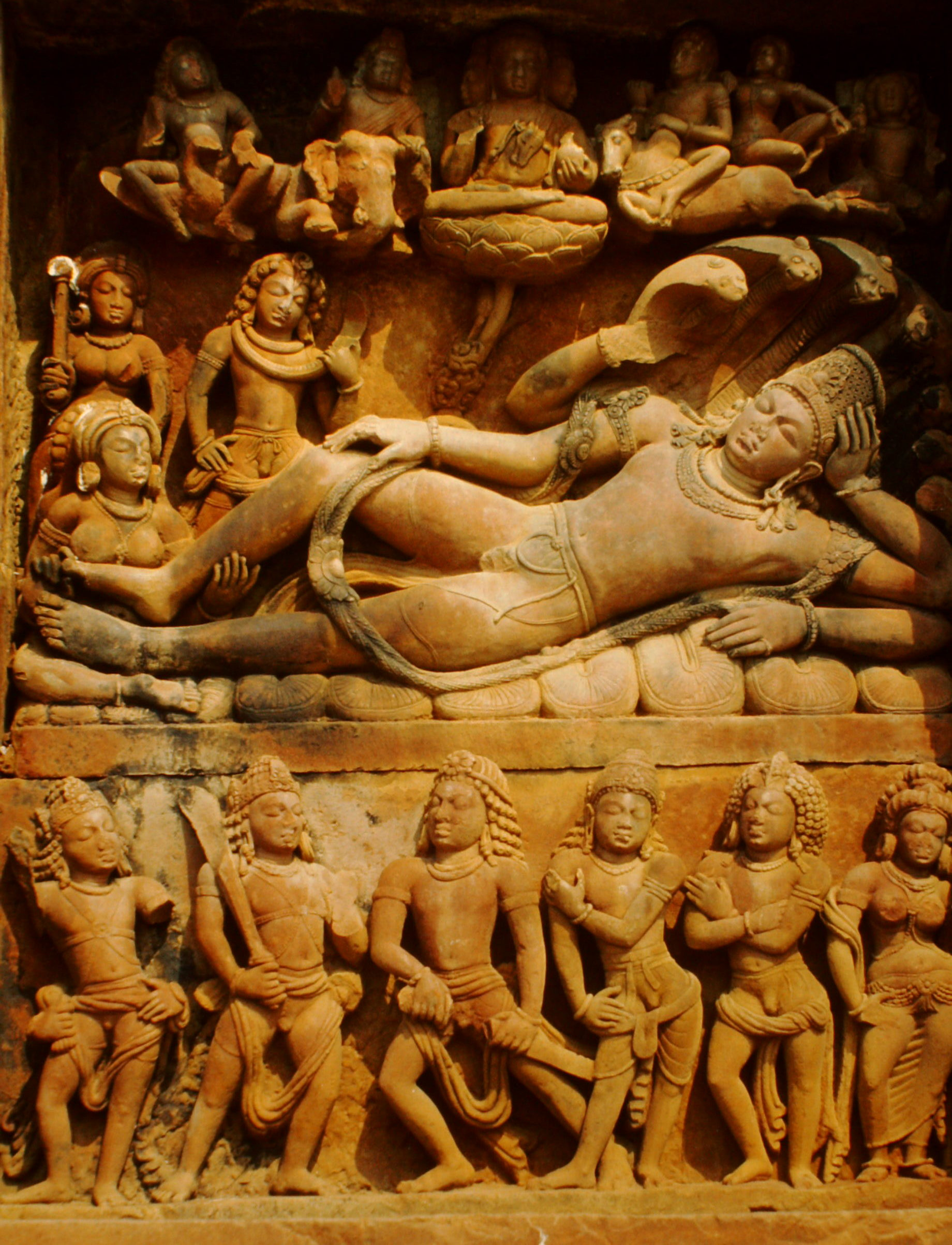
Вишну в образе Ананта-Шаяна в Храме Дашаватара

В эпоху Гуптов (IV—VI века) индуистский канон получает дальнейшее развитие и систематизацию. Многочисленные шилпа-шастры, сочинения по изобразительному искусству и ремёслам, создавались в виде отдельных трактатов и в виде особых разделов и глав, включённых в священные тексты индуизма. Искусство гуптского периода в настоящее время признано классическим. Трепетно-восторженное отношение к миру художников выразилось в лаконичности линий и обобщённости объёмов, а также в высокой степени идеализации образов.
Ярким тому примером служат изображения храма Дашаватара (V века) в Деогархе (Уттар-Прадеш), посвящённого Вишну. Его внешние стены украшены горельефами на пуранические сюжеты. На одном из них изображён Вишну Ананта-Шаяна, или Вишну, возлежащий на змее Ананте. У его ног стоит Лакшми, над ним видны гандхарвы и апсары. Могучее тело Вишну наполнено внутренней энергией.
Другое известное изображение — четырёхликий Шива-лингам (V век), возможно, принадлежавший храму Парвати в период Гуптов. Четыре лика, возникающие из объёма лингама, выражают четыре аспекта божества. Каждый лик поражает простотой черт, эмоциональной выразительностью, утончённой изысканностью, с которой выполнены головные уборы и украшения.

### Стиль Паллавов
Ярким примером раннего монументального искусства Южной Индии служит архитектурно-скульптурный комплекс Махабалипурама эпохи Паллавов (VI—VIII века). Его монолитные пещерные храмы украшены изображениями многочисленных божеств и персонажей. Среди них выделяются скульптуры Вишну Ананта-Шаяна, Дурги-Махишасурамардини, Шивы вместе с Умой и Скандой. Однако наибольшую известность имеет гигантский многофигурный наскальный рельеф, изображающий «Покаяние Арджуны».

Скульптуры и барельефы комплекса Махабалипурам, VII-VIII века
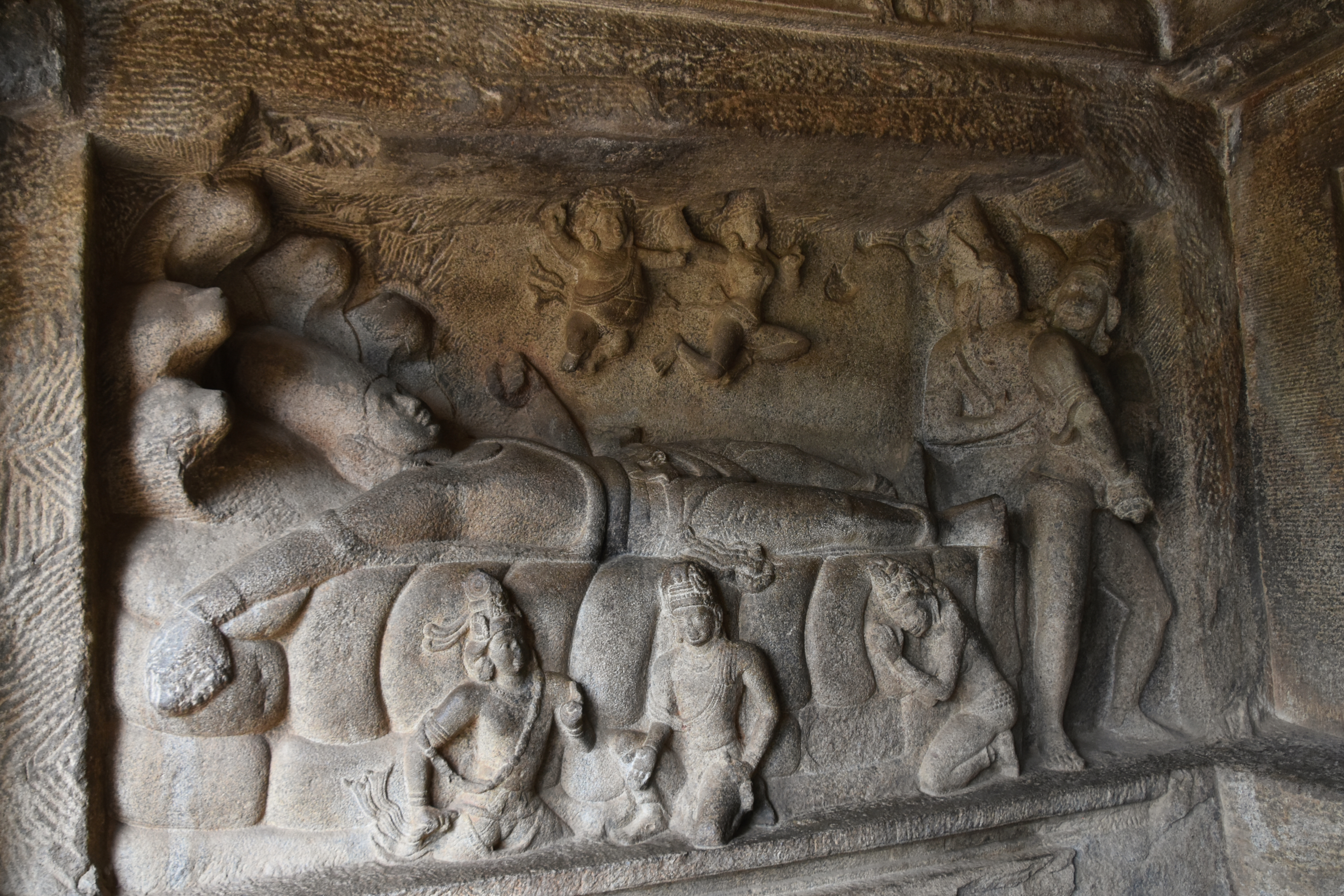
Вишну Ананта-Шаяна
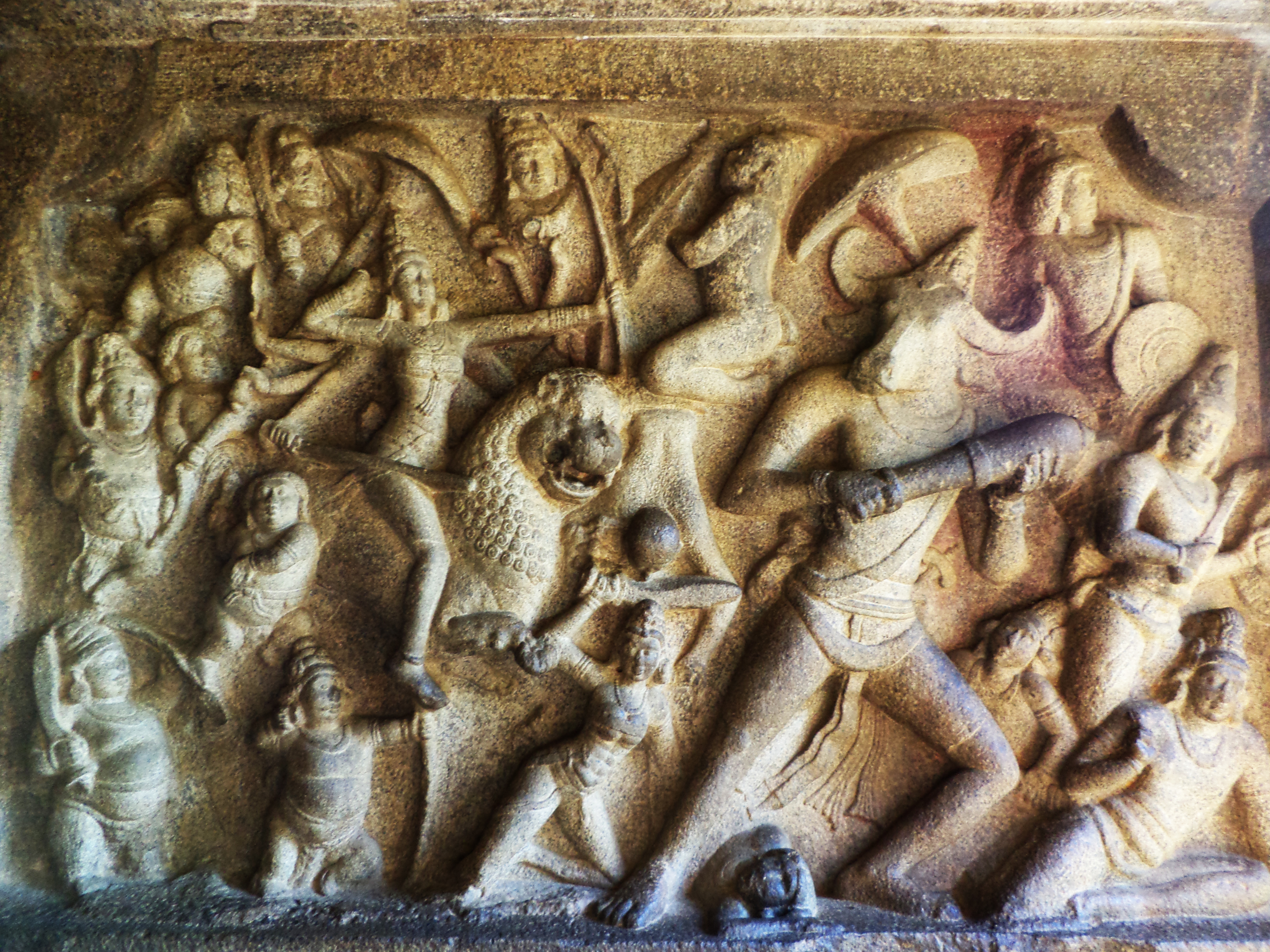
Дурга-Махишасурамардини
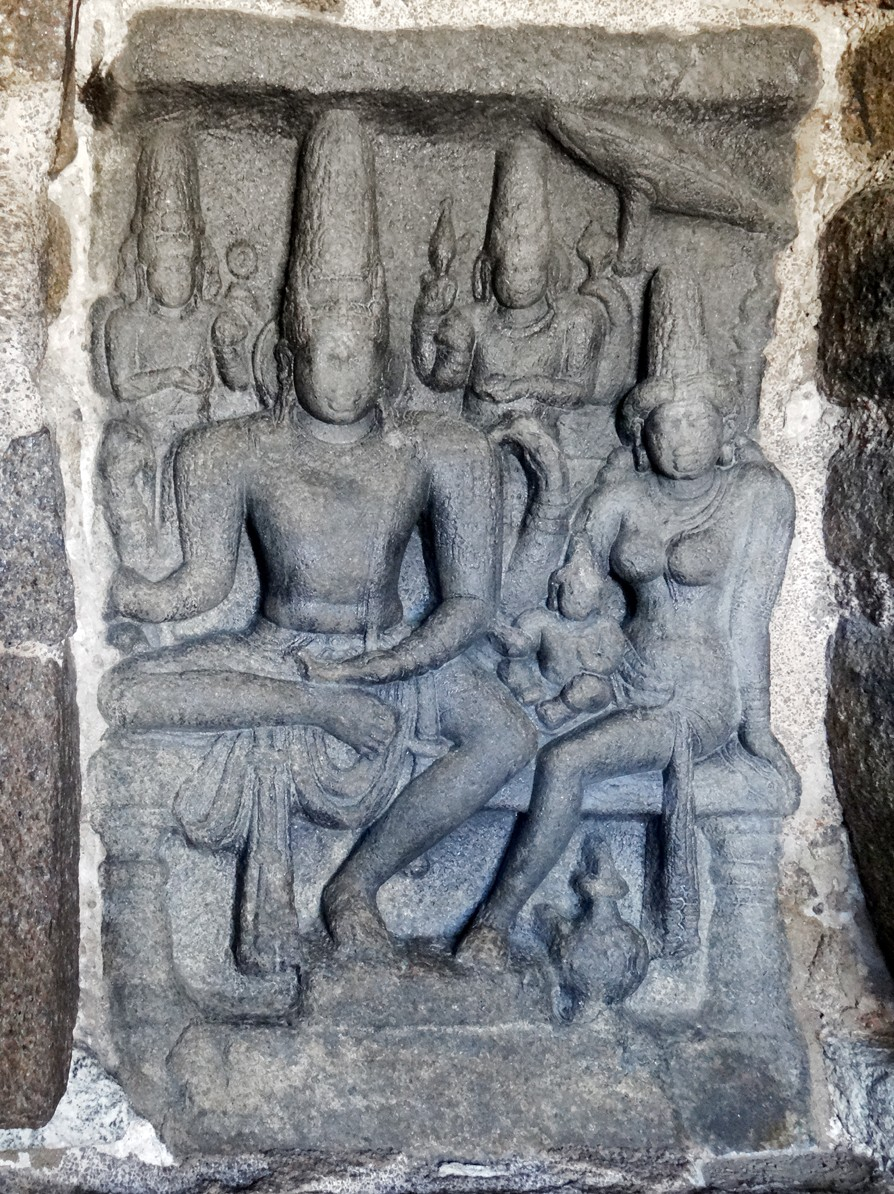
Шива вместе с Умой и Скандой («Сома-Сканда»)
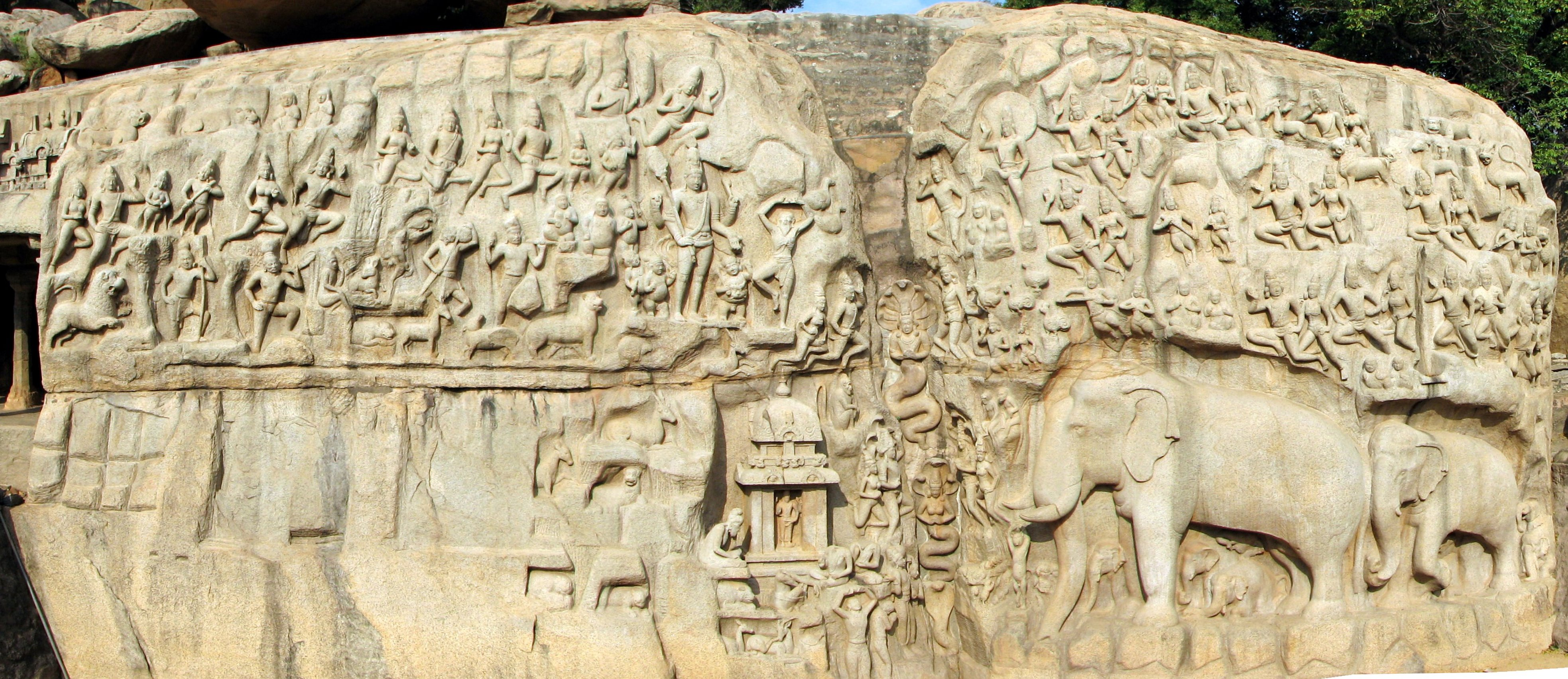
Снисхождение Ганги («Покаяние Арджуны»)

### Стиль Чалукья

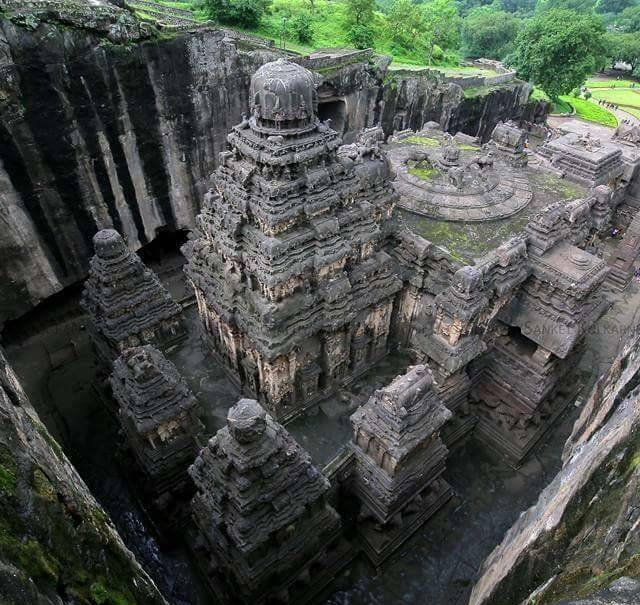
Вид сверху на Храм Кайласа

В пост-гуптский период изобразительный канон выходит за пределы Индостана. Он распространяется в ближайших регионах — Тибете, Непале и Индонезии. В это время выявляются черты, характерные для изобразительного искусства отдельных регионов субконтинента. Складываются своеобразные изобразительные комплексы. К примеру, в Эллоре близ Аурангабада сохранились три группы пещерных храмов — брахманистские, буддийские и джайнские. Самые интересные и выразительные из них — храмы шиваитской группы. Среди них выделяется непревзойдённый шедевр пещерного зодчества Храм Кайласа (Кайласанатха). Он украшен скульптурными изображениями индуистских божеств. На одном из многочисленных рельефов, украшающих стены, изображён четырёхрукий танцующий Шива. Он имеет три глаза, его левая нога согнута, тело изогнуто в позе «трибханга» (три изгиба). Кроме того, привлекает внимание изображение Шивы-Ардханари. Левая половина божества представлена в образе Парвати, правая — в образе Шивы. Это изображение является воплощением представления о единстве двух начал — мужского и женского.

### СтильГурджара-ПратихараиЧандела
Интерес к человеческой тематике в иконографии возрастает по мере распространения тантризма. Больше внимания начинает уделяться чувственной красоте человеческого тела. Идея взаимосвязи и взаимозависимости двух начал, мужского и женского, нашедших пластическое выражение уже на рельефах Нагарджунаконды (II век), выходит на первый план. Её совершенным воплощением являются «митхуны» (пары возлюбленных), украшающие стены храмов Кхаджурахо (X—XI века), Бхубанешвара (XI век) и Конарака (XII век). Богатство пуранической мифологии порождает многочисленные образы, требующие изображения героев, их спутников и противников. Внутреннего пространства храма уже недостаточно и обильное скульптурное покрытие появляется на стенах храма. Под влиянием пуранической мифологии усиливаются обобщённость и символизм, призванные отразить многочисленные аспекты божеств.

Фигуры богов и людей в стилях Гурджара-Пратихара и Чандела
Изображение женщины с чамарой из Нагарджуконды
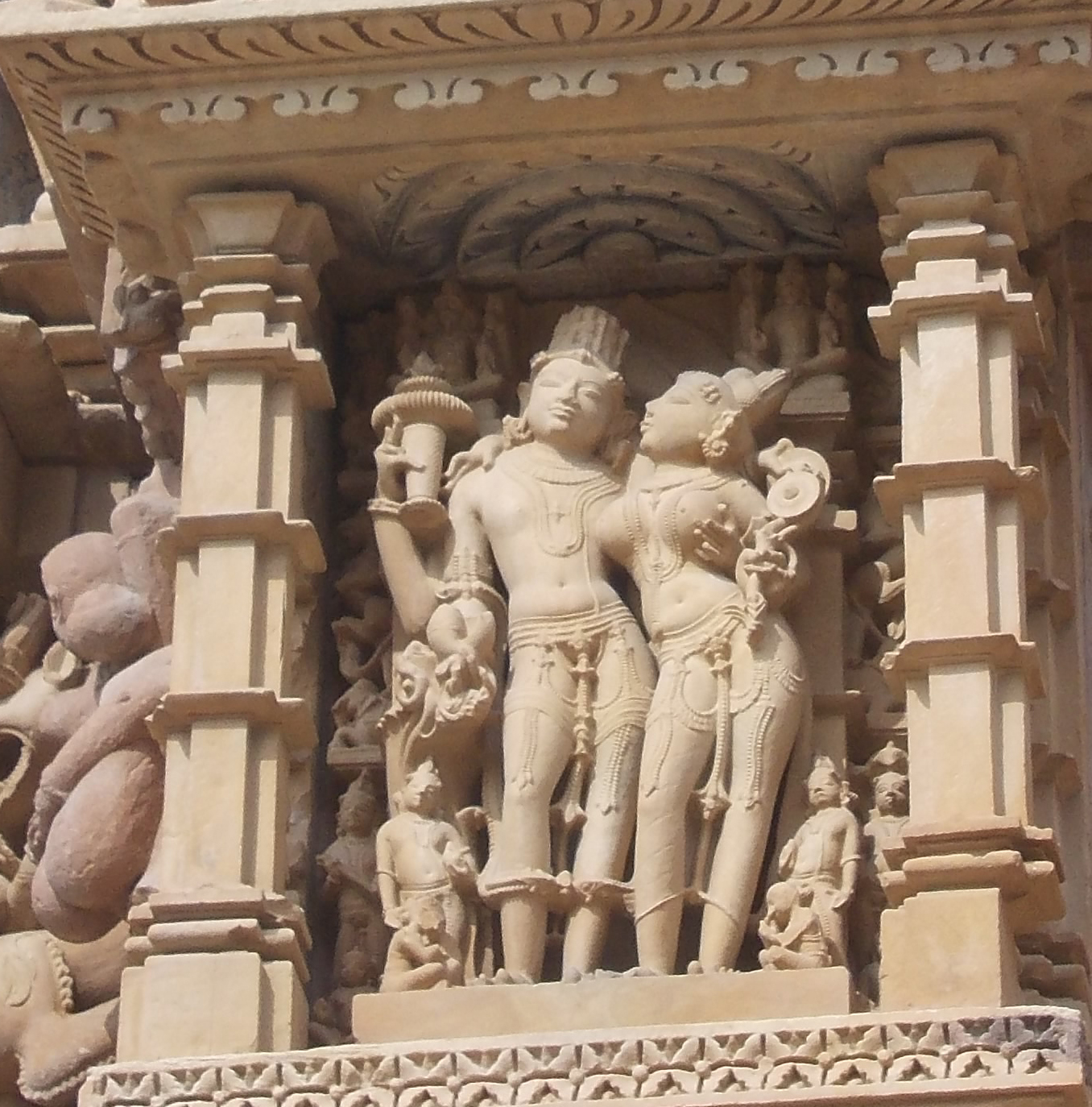
Скульптура Лакшми-Нараяна на внешней стене Храма Деви Джагадамби (Кхаджурахо)
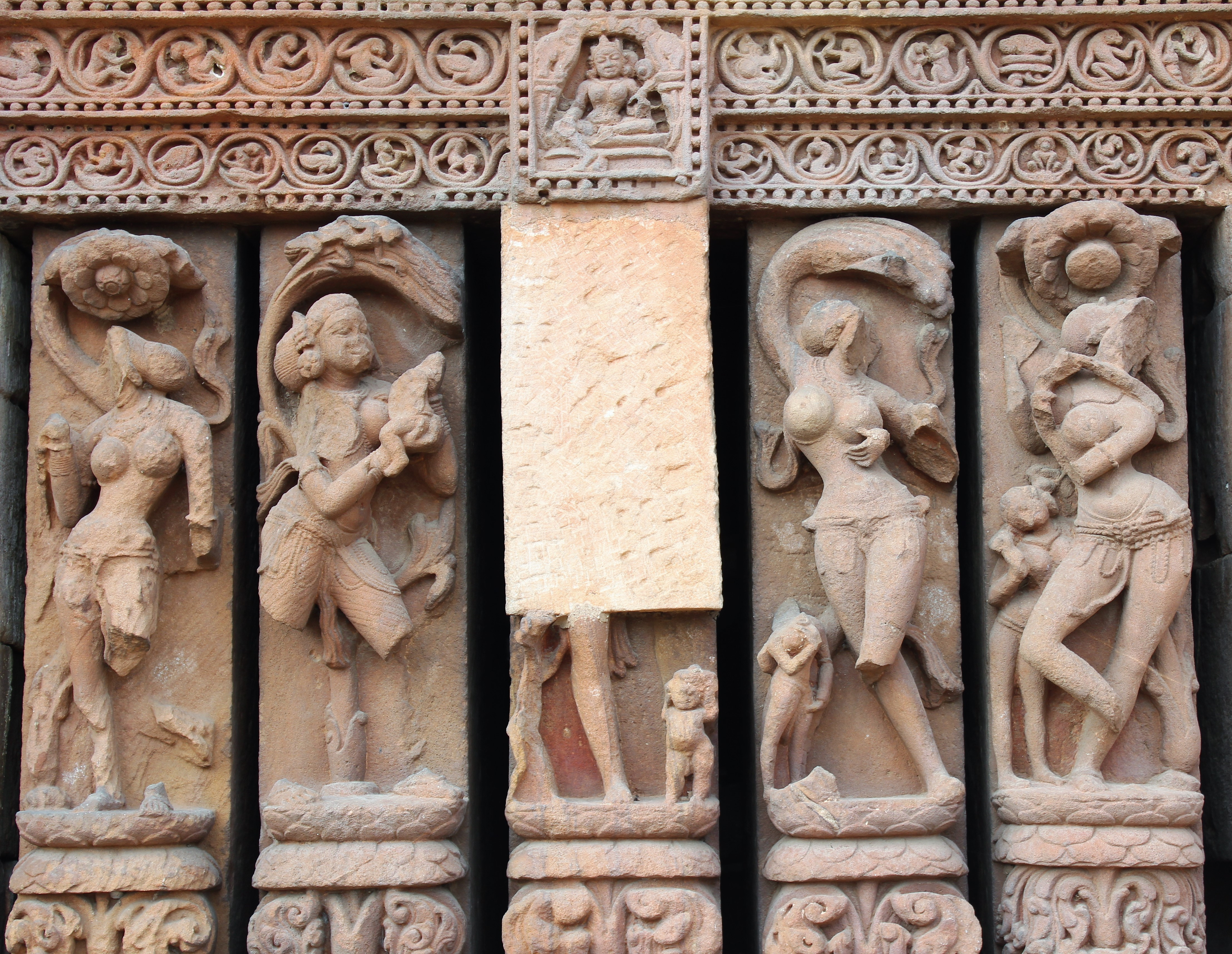
Барельефы с сурасундари в Храме Брамхешвара в Бхубанешваре
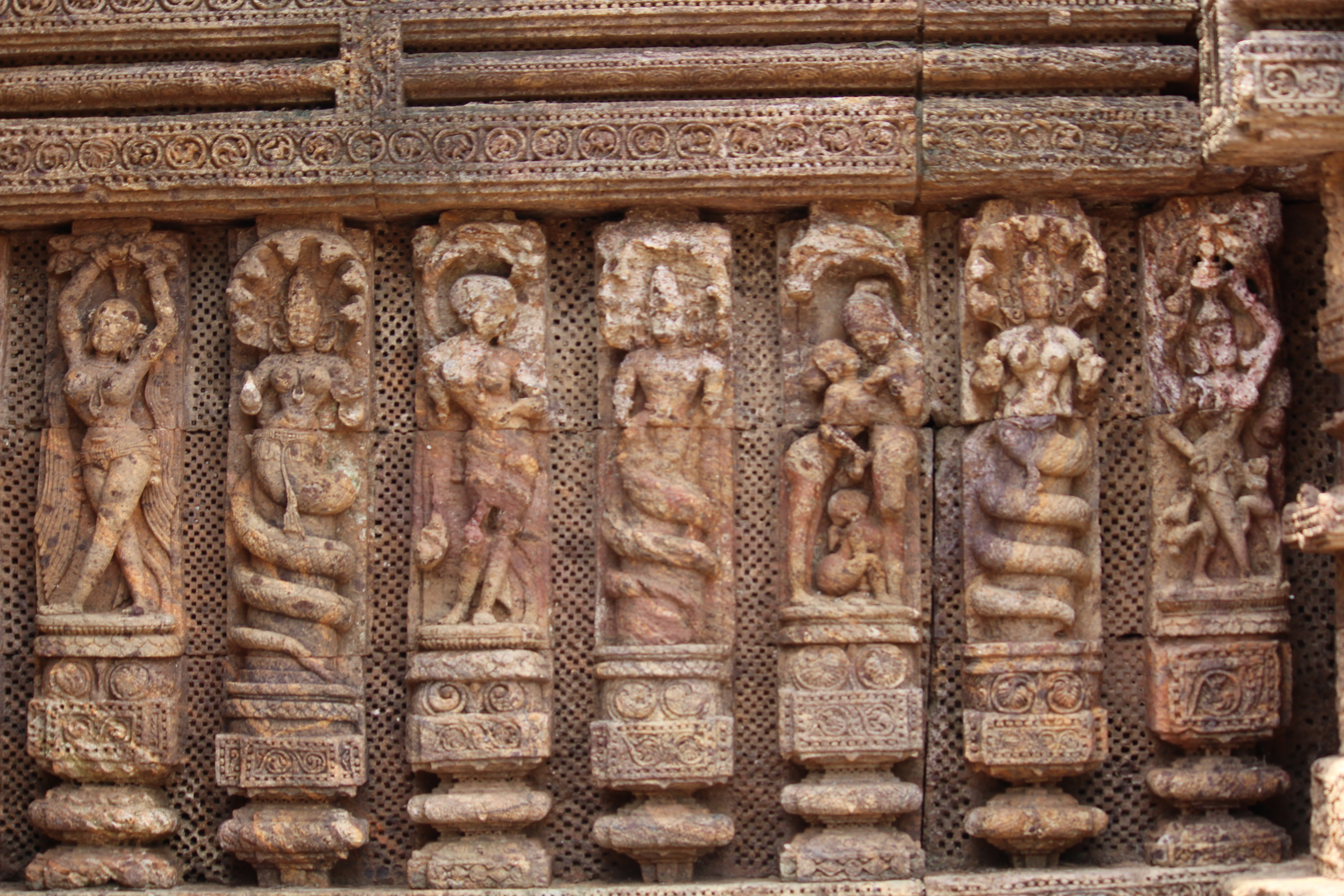
Изображения богинь в Храме Солнца в Конарке

### Стиль Чола
Возникновение течения бхакти приводит к увеличению спроса на объекты личного поклонения. В ответ возникает металлическая скульптура, развитие которой прослеживается с середины I тысячелетия н. э. К примеру, сохранилась располагающая к созерцанию бронзовая скульптура Брахмы из Мирпур Кхаса, датируемая V веком. Подлинный взлёт скульптурных миниатюр происходит на юге Индии в период Чолов (XI—XII века). Здесь иконографическая мысль достигает наивысшей точки развития. Она в наибольшей степени воплощает религиозно-философские идеи индуизма. Бронзовый Вишну из Тамилнада (XII век) изображён в благословляющем образе. Его охранительные функции выражают атрибуты (чакра-диск и шанкха-раковина). Жест абхая-мудра (раскрытая ладонь правой руки со сложенными вместе пальцами обращена вперёд) символизирует освобождение от страха, защиту и утешение. Нижняя левая рука находится около талии в положении катья-валамбита (опущенная рука слегка опирается обо что-то кистью), обозначающем состояние покоя. Знаменитая бронзовая статуя из Тамилнада изображает Шиву-Натараджу (XII век). В поднятой вверх правой руке он держит барабан (дамару), с первым звуком которого начинается акт творения, в то время как пламя факела, зажатого в его левой руке, разрушает мир. В нём находит изобразительное выражение космология, идея циклической эволюции Вселенной.

Искусство династии Чола из коллекции Художественного музея Кливленда
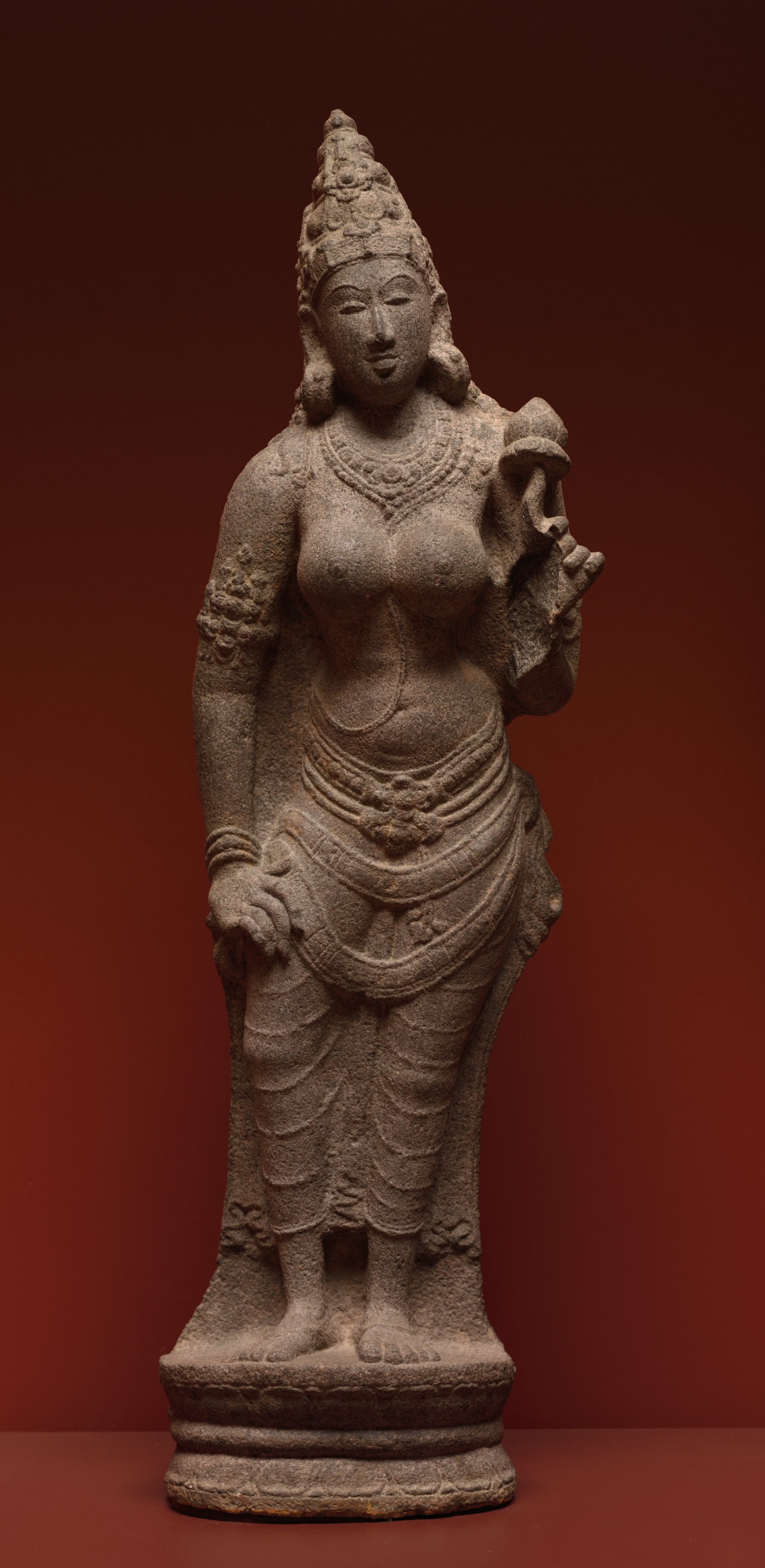
Бху-деви (ипостась Лакшми, богиня Земли). Гранит. Династия Чола, Тамилнад, X век.
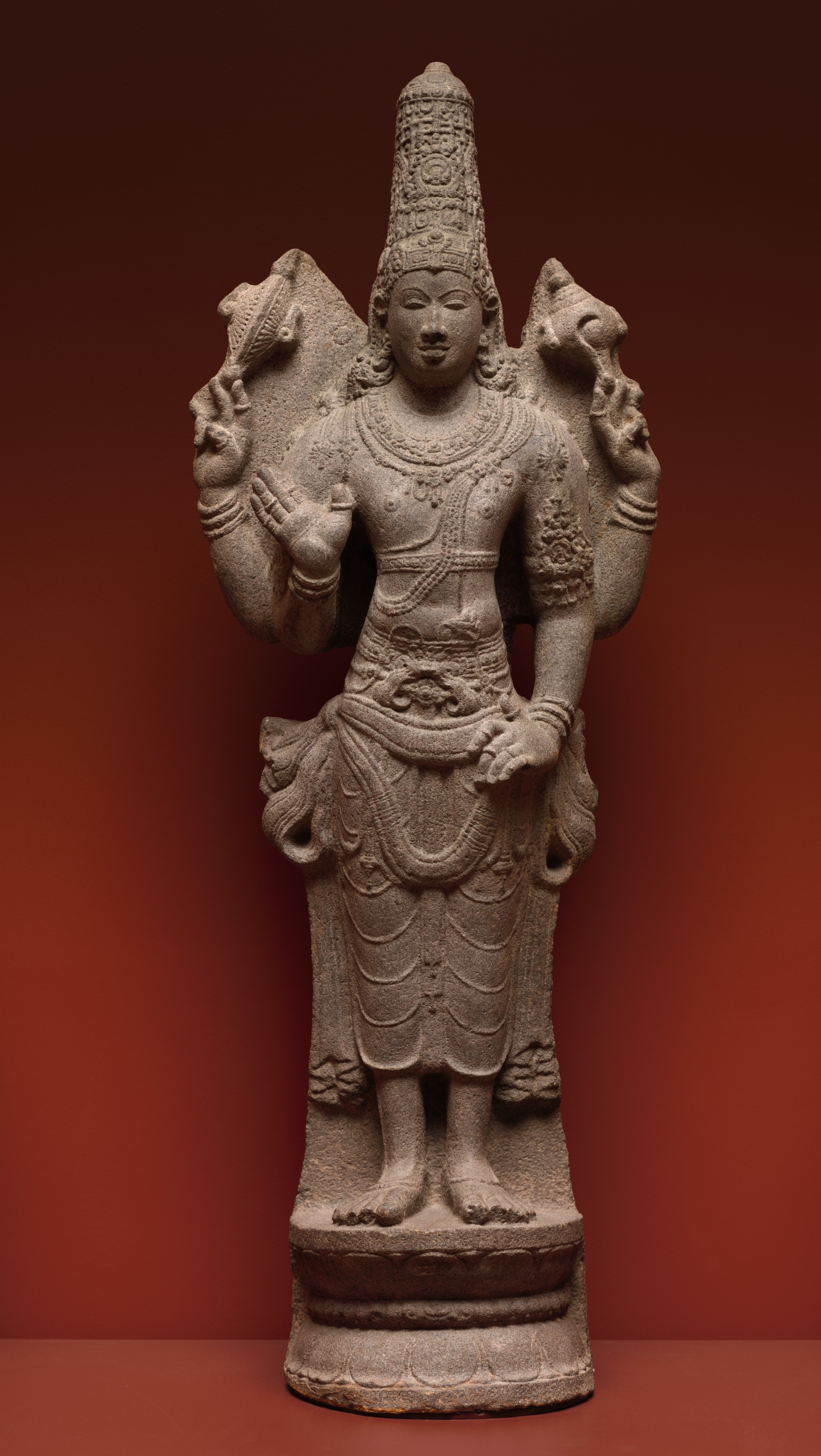
Вишну. Гранит. Династия Чола, Тамилнад, X век.
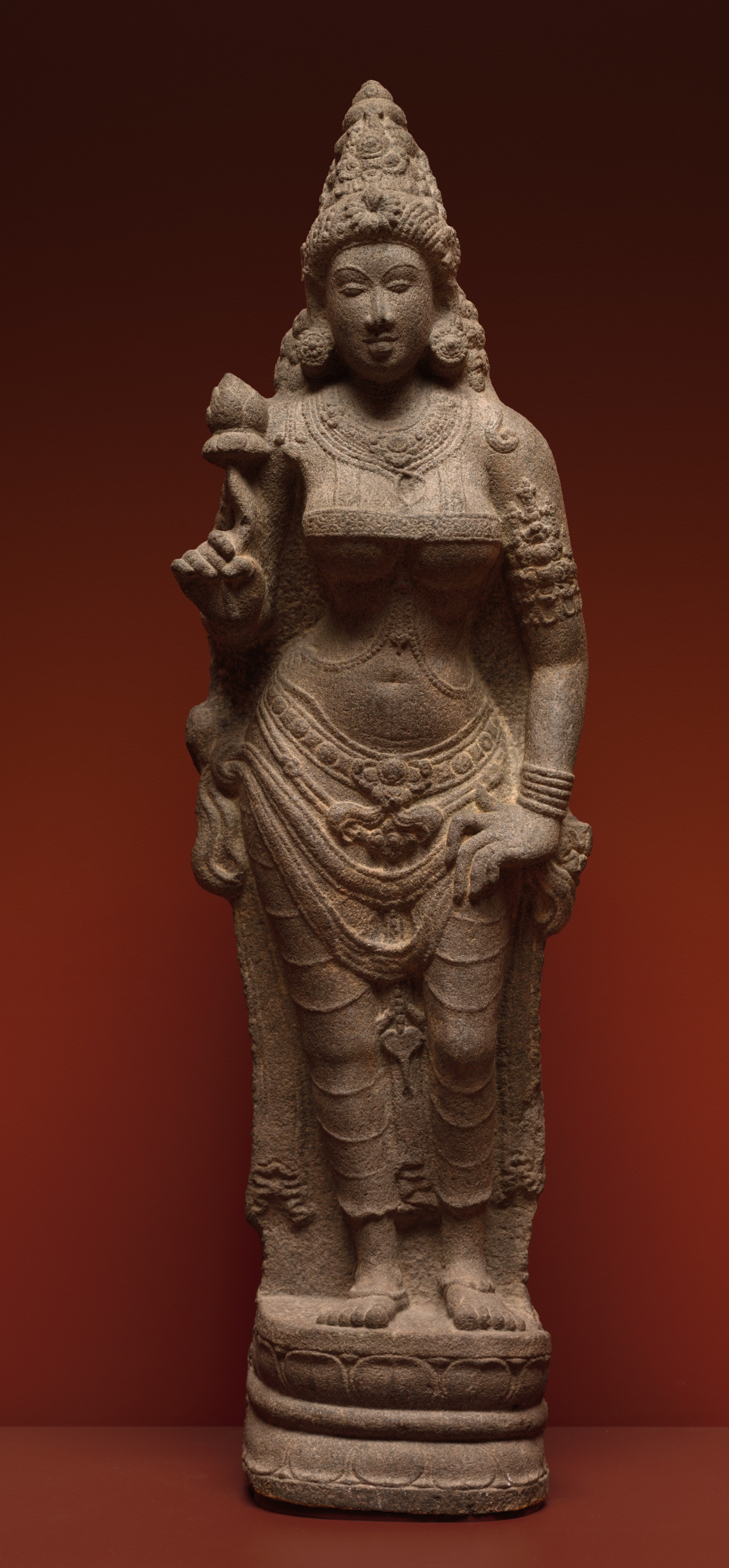
Шри-деви (ипостась Лакшми, богиня изобилия и удачи). Гранит. Династия Чола, Тамилнад, X век.
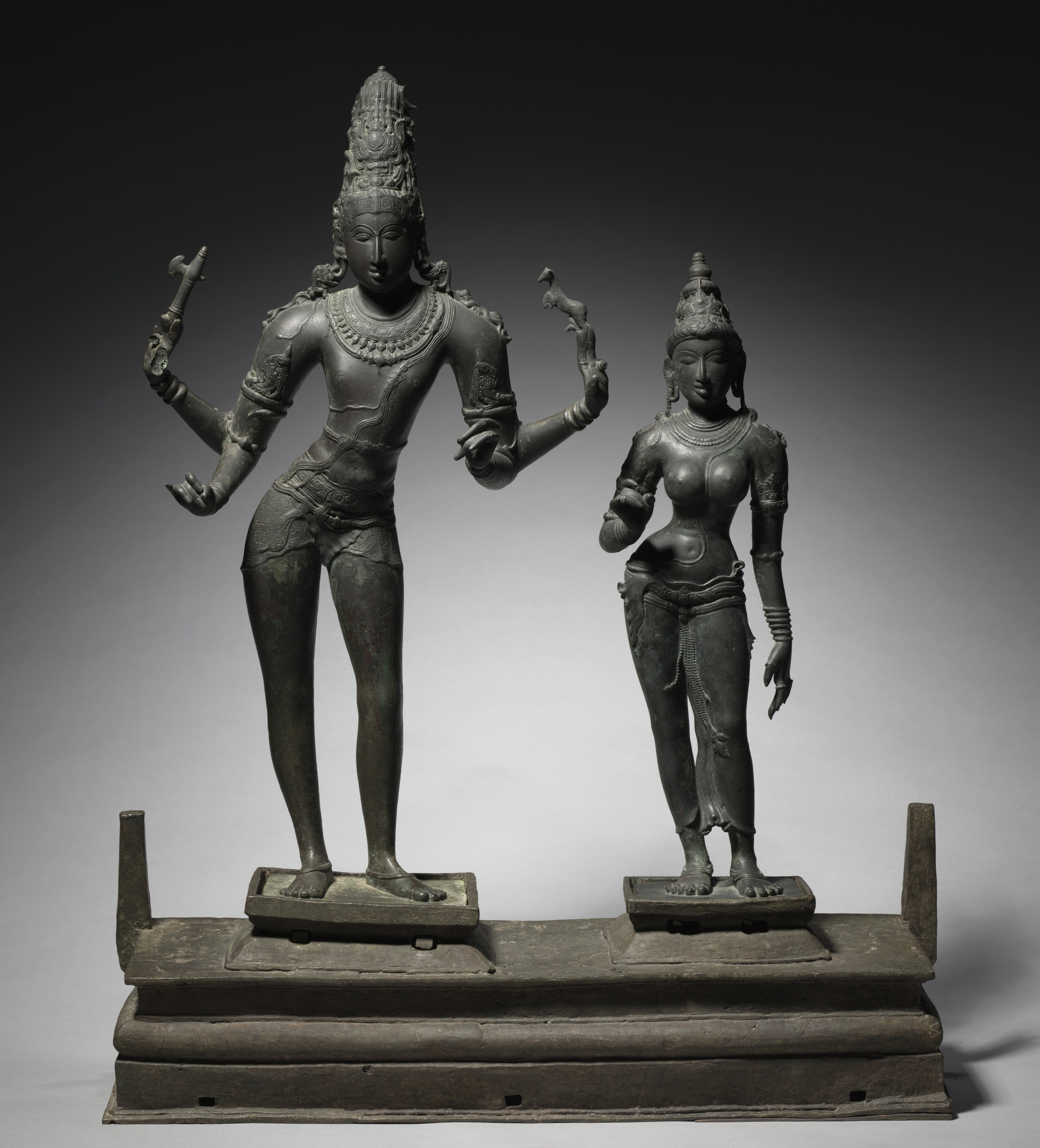
Шива и Парвати. Бронза. Династия Чола, Тамилнад, X век.
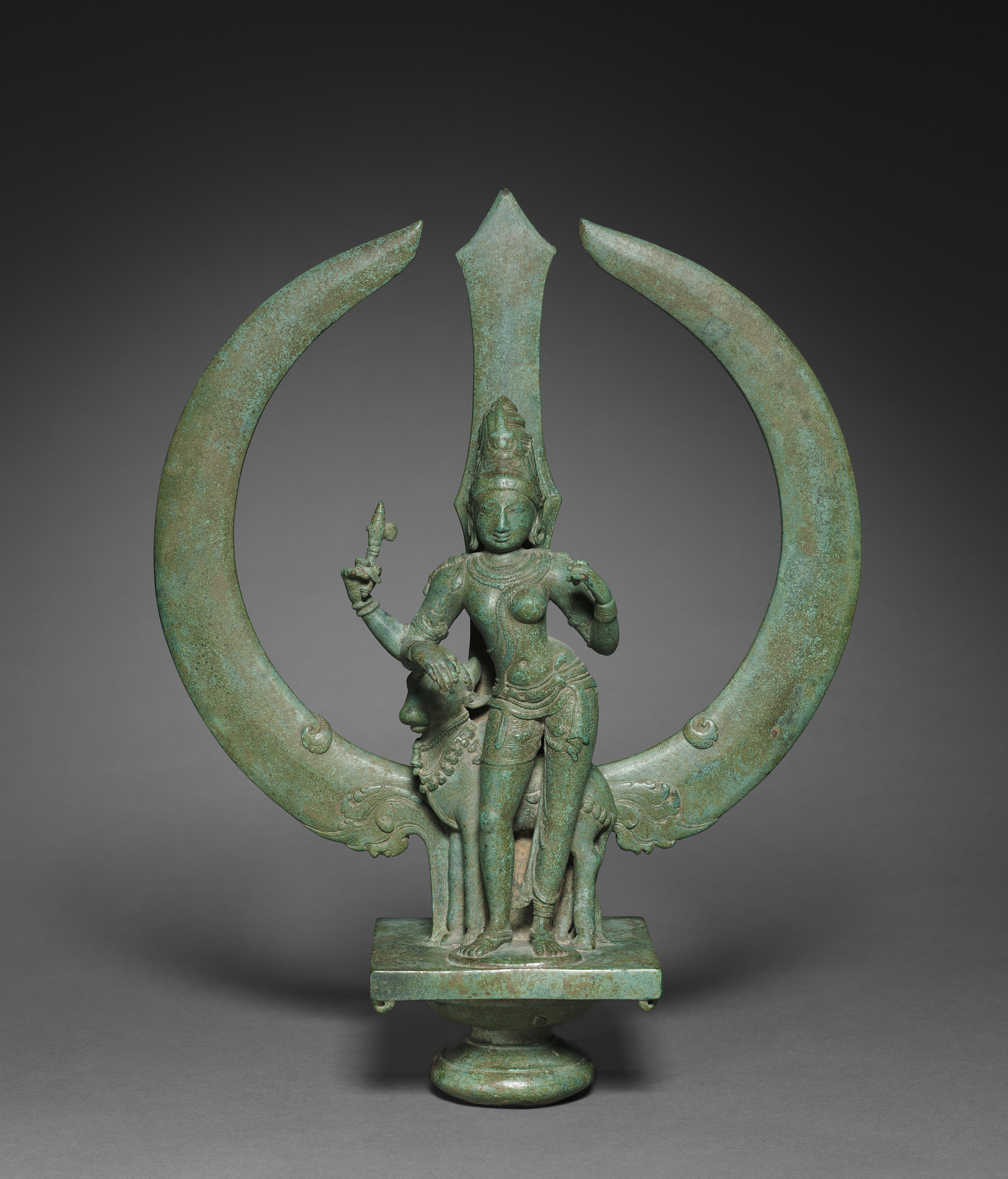
Андрогин Шива-Парвати (Ардханаришвара) на фоне шиваитского трезубца, Бронза. Династия Чола, Тамилнад, XI век.

### СтильПандья
Средневековье знаменуется изобилием декоративности, обобщённой схематичностью, идеализацией изобразительного канона, ведущей к некоторой лаконичности. Однако и в этих условиях создаются произведения, считающиеся вершиной мирового искусства. Наивысшего расцвета каменное зодчество во время Пандья достигло при правлении Кадунгона (590—620 годы). Династия поощряла строительство гигантских каменных храмовых комплексов. Например, Храм Неллайаппар в честь Шивы в Тирунелвели. Однако самым выдающимся считается храм Минакши в Мадурае, до сих пор восхищающий обильным декором и каскадами скульптурных композиций, занимающих всю поверхность многочисленных храмовых башен-гопур.

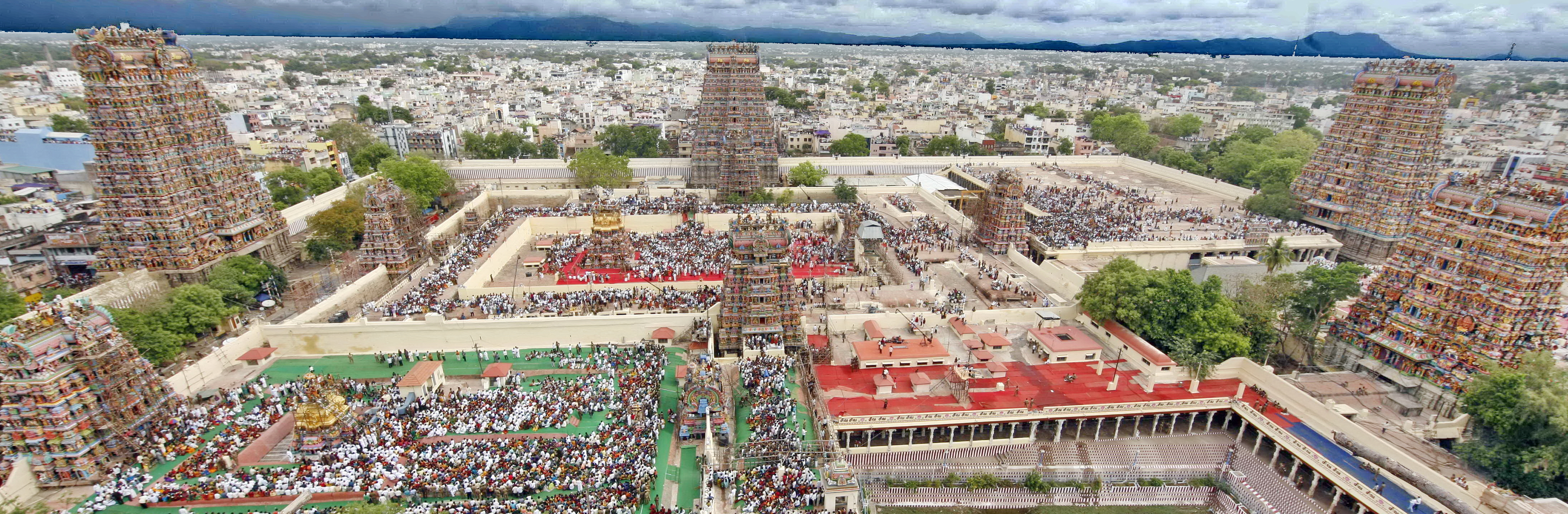
Панорама Храма Минакши Амман с высоты его наивысшей башни-гопуры (63 метра)

## Иконографический синкретизм
В Средние века происходит другое интересное явление: интенсивное формирование региональных изобразительных канонов. Связано это с включением в индуизм местных культов с их особенностями, нашедшими отражение в легендах, ритуалах и иконографии. Появляются рождённые местной традицией характерные образы, которые приобретают не только региональную, но и общеиндийскую известность. К ним относятся Кришна-Джаганнатха, представленный в Пури необработанным деревянным идолом. Или Витхоба в Пандхарпуре, стоящий на камне (кирпиче) с руками, упёртыми в бока, а также чёрный Венкатешвара в Тирупати с белым вишнуитским знаком на лбу, почти полностью закрывающим лицо, и другие.
Интенсивно развивается в Средние века живопись на индуистские темы. Наследуя богатейшие традиции буддийских фресок Аджанты, художники создают настенные композиции в храмах Центральной и Южной Индии. В Бадами (Карнатака) сохранились фрагменты фрески, изображающей Шиву и Парвати, в храме Кайласанатха в Эллоре — фигуры Вишну и Лакшми, Шивы-Натараджи. Циклы фресок, посвящённых мифологии богов (в основном, Шивы) или житиям святых, создаются в первой половине II тысячелетия в период империй Чолов и Виджаянагара. К ним относятся фрески храмов Танджавура, Канчипурама, Тируварура и Чидамбарама.

Региональные божества, получившие общеиндийскую популярность и интегрированные в вайшнавский пантеон
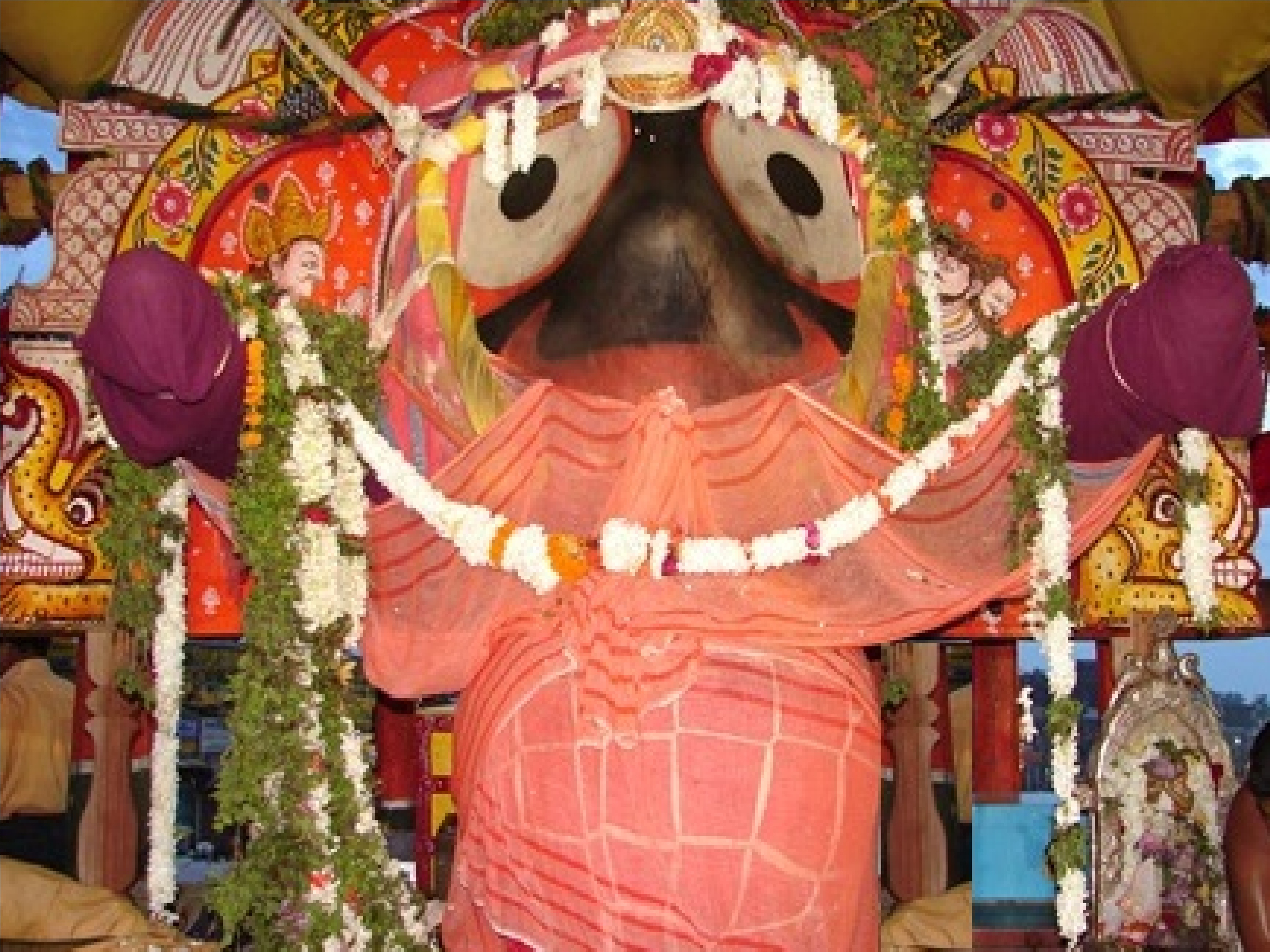
Кришна-Джаганнатха
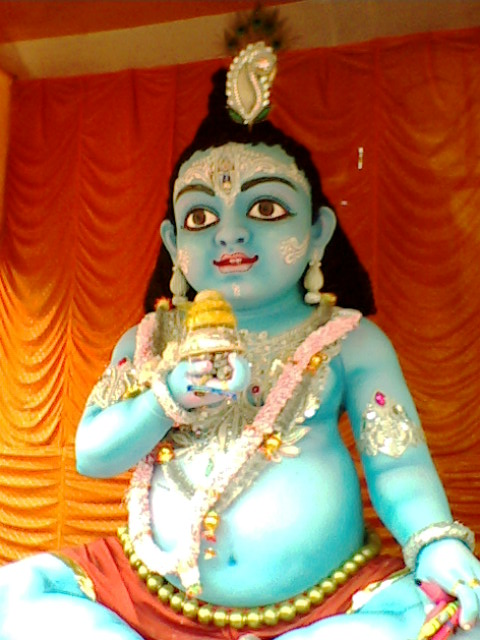
Гопала-Кришна
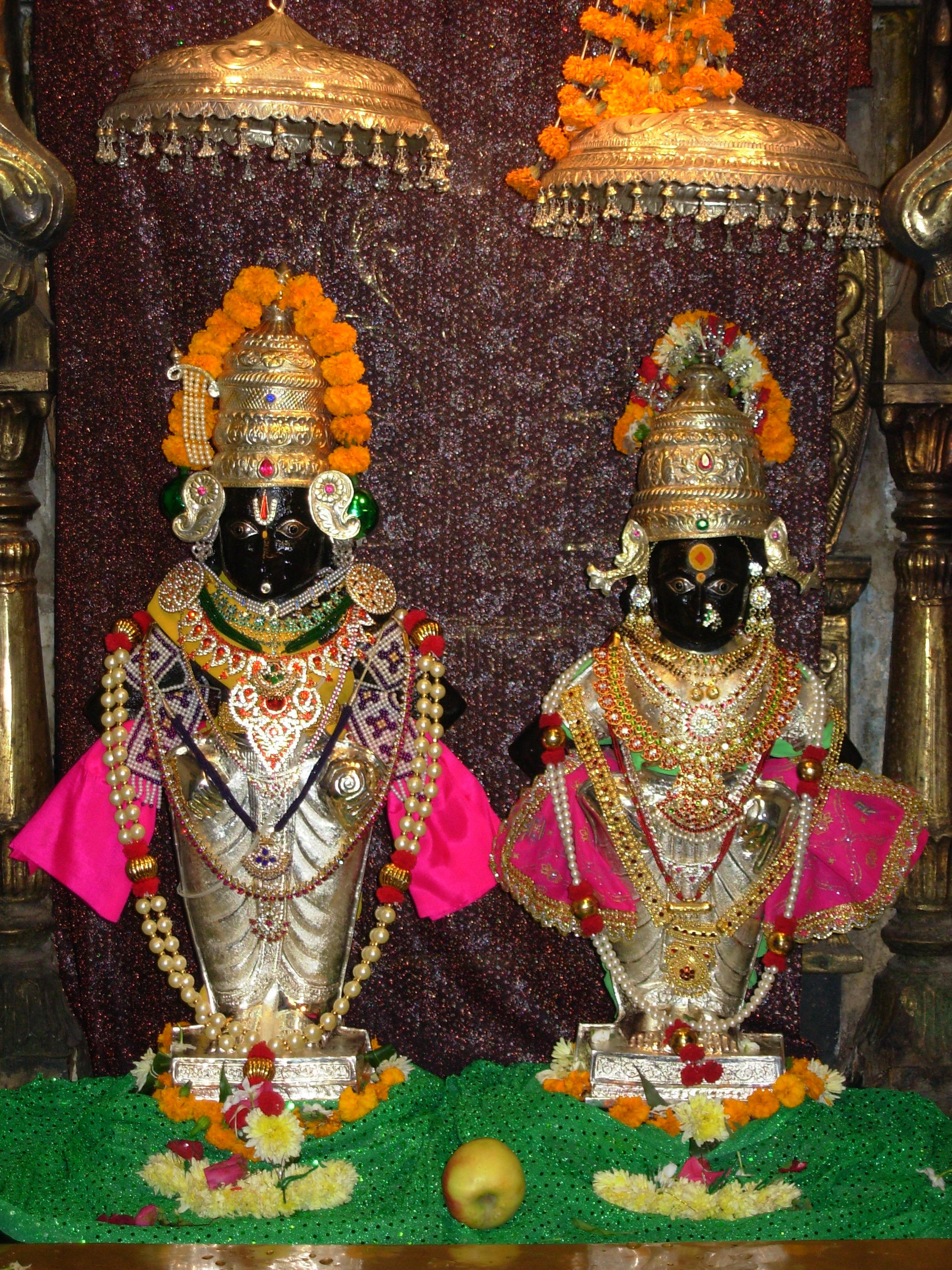
Витхоба с Рукмини
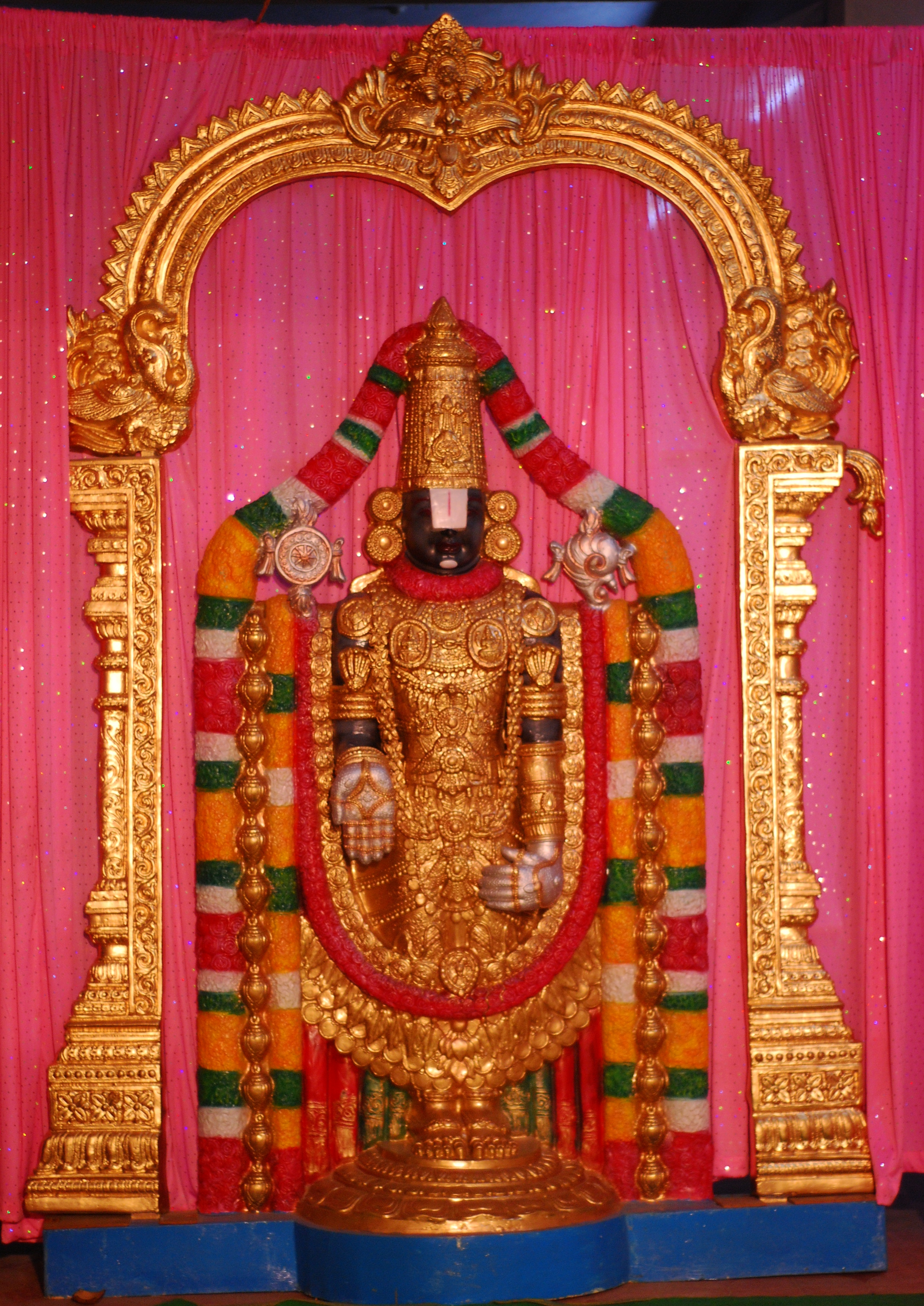
Венкатешвара

## Школы живописи
В XVII веке под влиянием маратхской традиции выделяются две школы живописи на деревянных досках (или наклеенных на них бумаге, картоне, ткани) — танджавурская и майсурская. Характерная черта их техники состоит в использовании инкрустации (полудрагоценные камни, кусочки стекла, фольги, иногда листовое золото). Наличие рамок, окладов, клейм, тяготение к симметричной композиции, статичный характер фигур божеств придают произведениям обоих школ характер икон, каковыми они и являлись, будучи помещёнными во дворцовые и домашние алтари.
Танджавурская живопись представляет собой классический южно-индийский стиль. Её центром считается одноимённый город Танджавур, а расцвет пришёлся на период с 1676 по 1855 годы. Отличительной особенностью стиля является золотое покрытие изображений. Произведения Танджавура характеризуются насыщенными и яркими цветами, простой иконографической композицией и, конечно, инкрустацией — золотой фольгой, наложенной на тонкий рисунок, а также стеклянными бусинами и полудрагоценными камнями. Главными героями художественных работ выступают бог и богини, а также святые мудрецы.
Майсурская живопись также относится к классическому южно-индийскому стилю. Её центром является одноимённый город Майсур, а расцвет пришёлся на период с 1799 по 1868 годы. Картины Майсура отличает элегантность, приглушенные цвета и повышенное вниманием к деталям. Произведения в майсурском стиле предназначались не только для декора, но и для воспитания духовности. По этой причине художественная способность автора выражать на картине различные чувства имела первостепенное значение. Темами для большинства произведений являются боги и богини, а также сцены из мифологии индуизма.

Образцы танджавурской и майсурской школ живописи
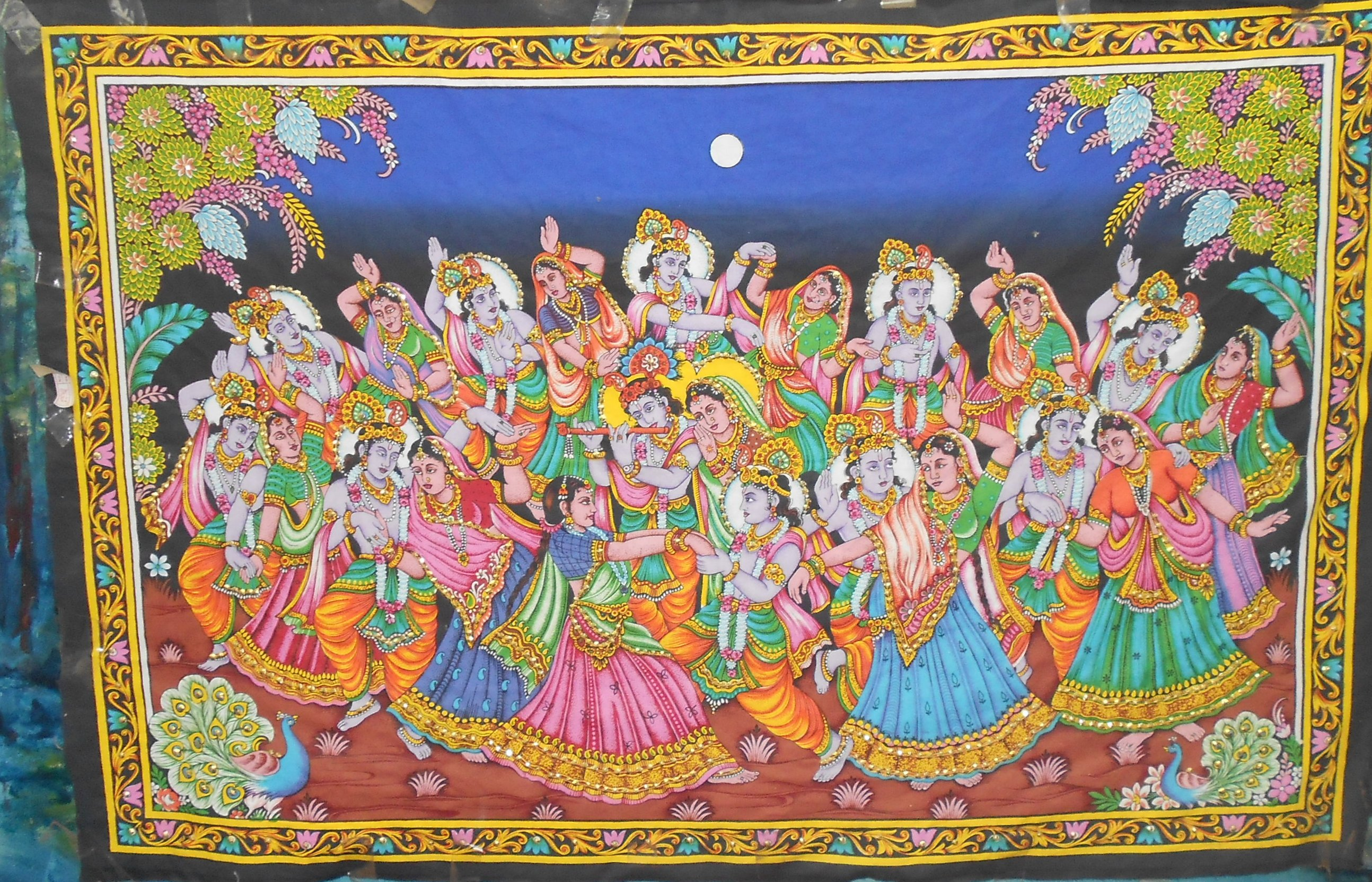
Школа Танджавура: изображение раса-лилы на ткани
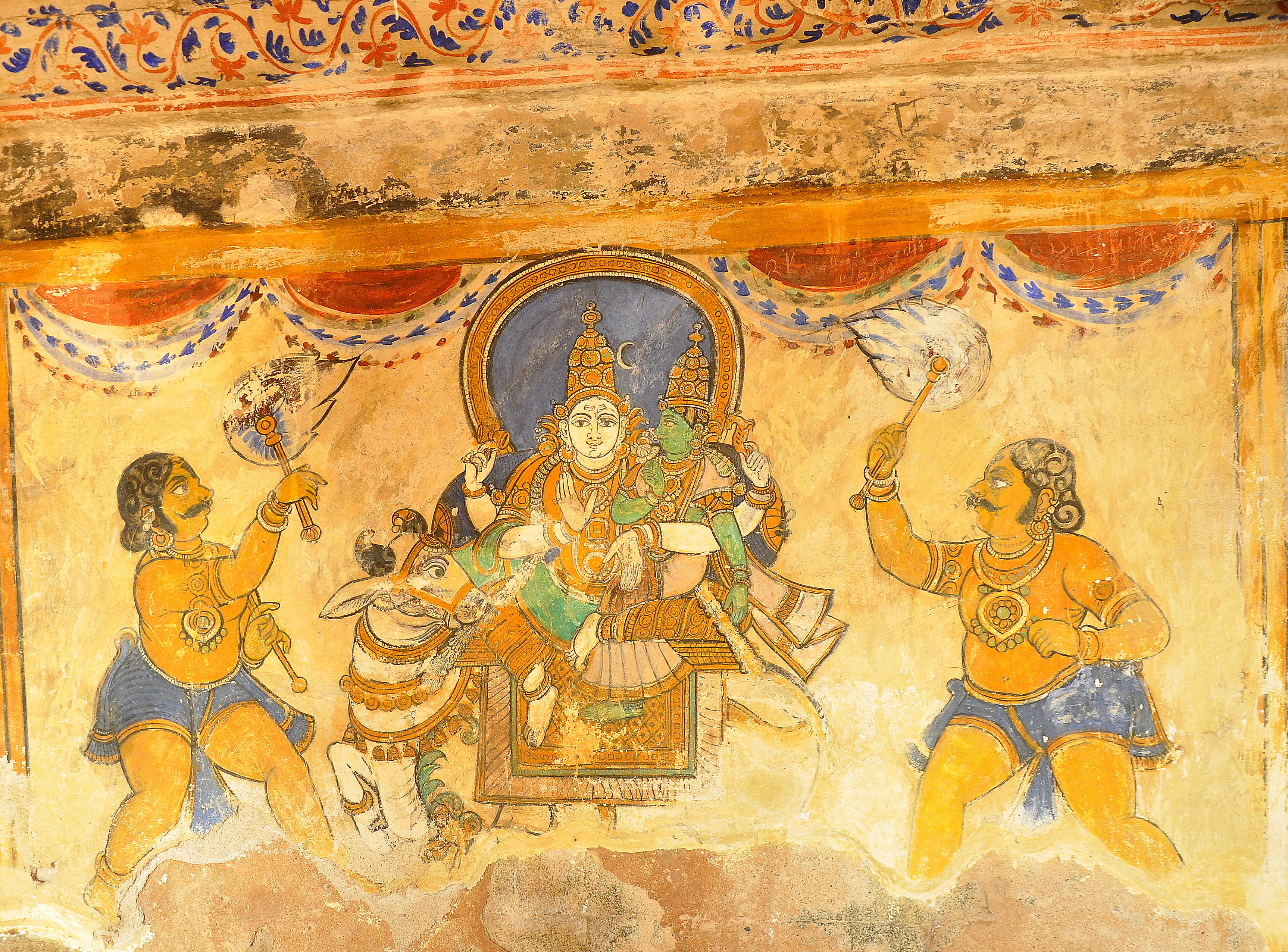
Школа Танджавура: фреска с Шивой и Парвати в Храме Брихадишвара
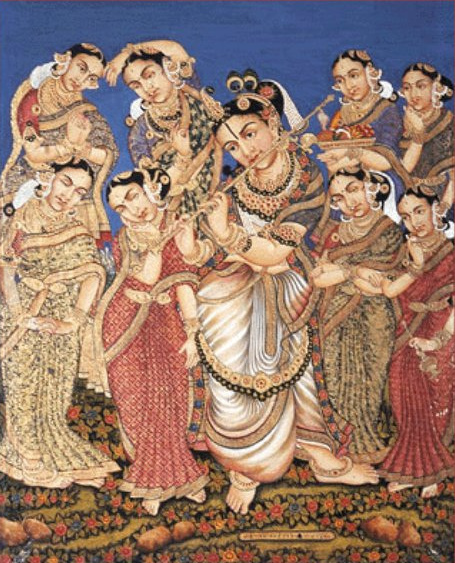
Школа Майсура: изображение девяти гопи
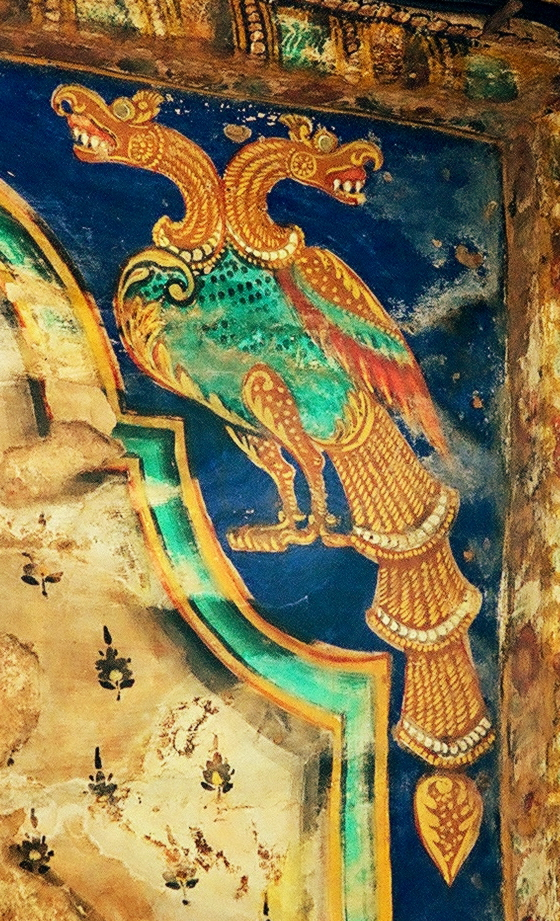
Школа Майсура: изображение Гандаберунда

## Школы миниатюры
Наиболее яркое воплощение идеи и образы индуизма нашли в школах миниатюры, развивавшихся в период с XVI по XIX века. К ним относятся раджастханская (города Мевар, Джайпур и другие), Пахари, Кангра, Орисская. Центральная тема произведений школ состоит в иллюстрировании кришнаитской истории о любви Кришны и Радхи. Примечательны и циклы миниатюр, изображающих раги. Возникает живописный жанр «рага-мала» («гирлянда paг»), известный с XVI века и приобретший большую популярность. Самым поразительным явлением в индийском искусстве XVIII века были миниатюры школы Кангра, возникшей в горном княжестве в предгорьях Гималаев в естественной географической изоляции от остального мира. Используя в основные вишнуитские и кришнаитские мифологические сюжеты, художники создавали пейзажи, столь же живописные, как пейзажи гималайских долин, очарование которых усиливали яркие костюмы персонажей. На иллюстрации к «Бхагавата-пуране», где Кришна побеждает демона-змея Калию (XVIII век), изображён стройный Кришна, танцующий на огромном змее с флейтой в руках, одержавший победу над гигантом посредством своей могучей внутренней силы.

Образцы индийской классической миниатюры
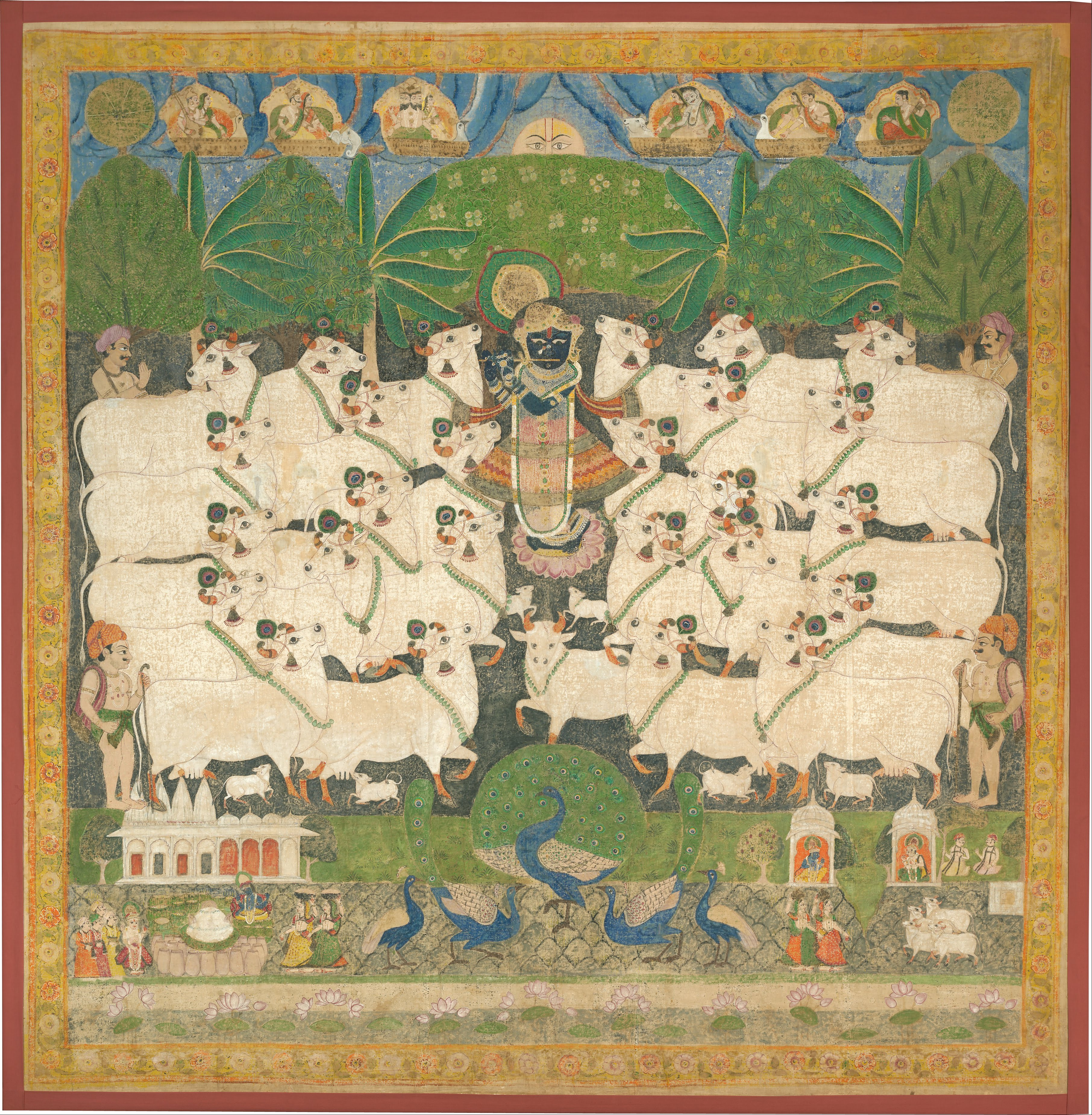
Миниатюра Раджастхана: Гопала-Кришна
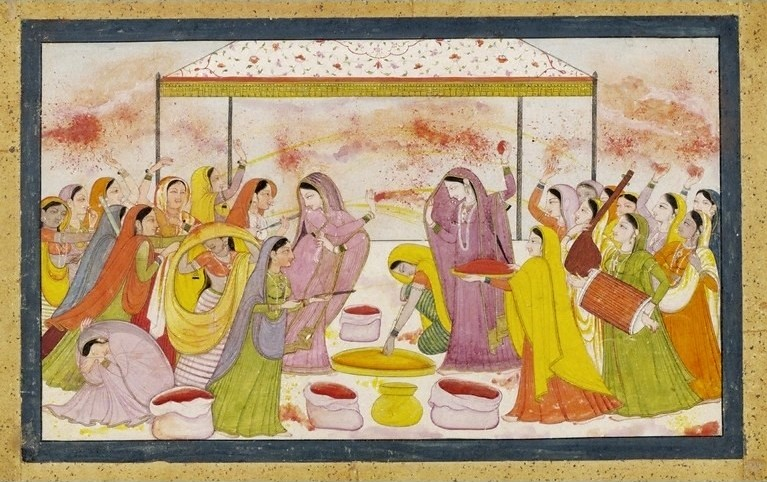
Миниатюра Пахари: Радха отмечает Холи
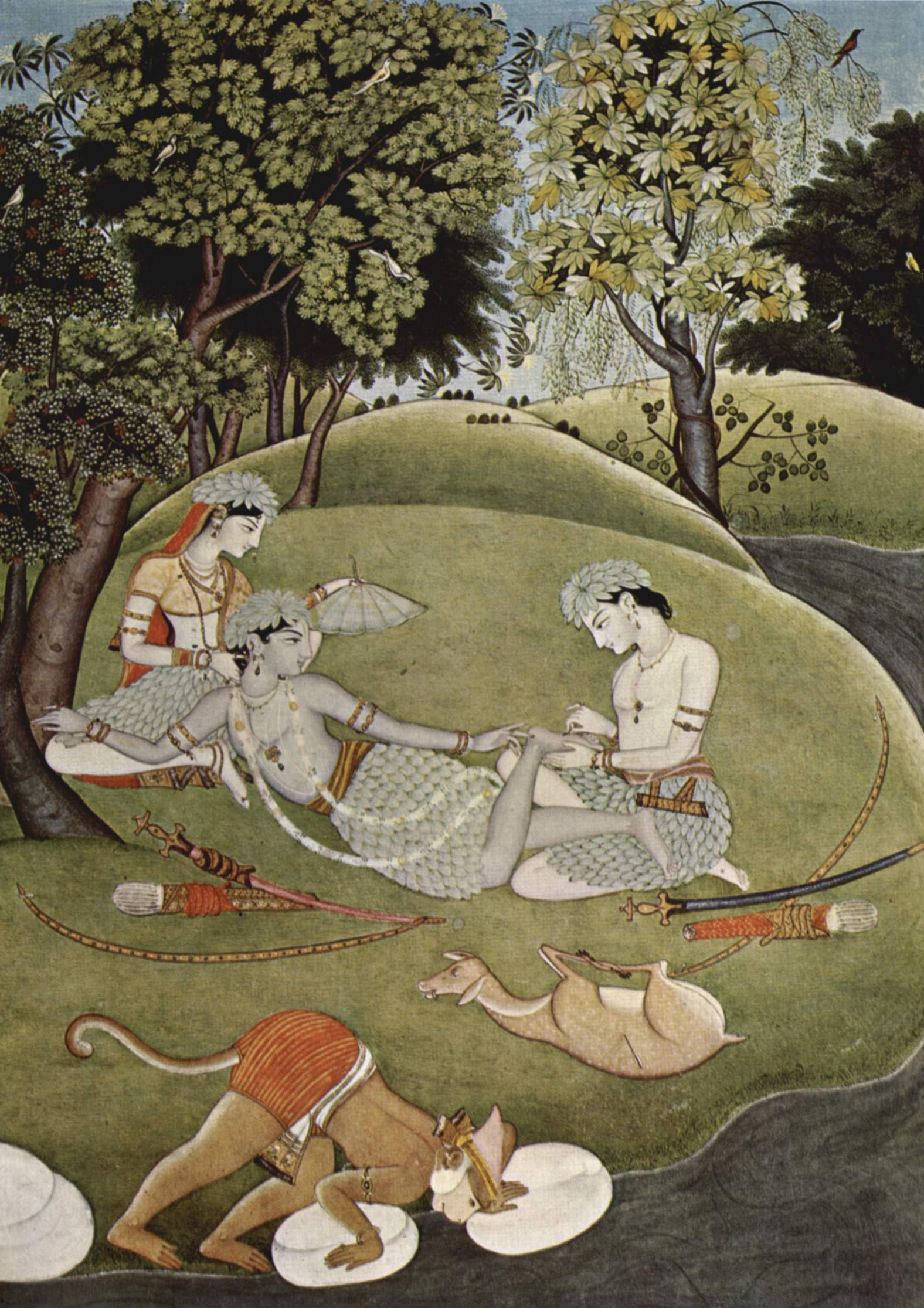
Миниатюра Кангра: Рама, Сита и Лакшмана
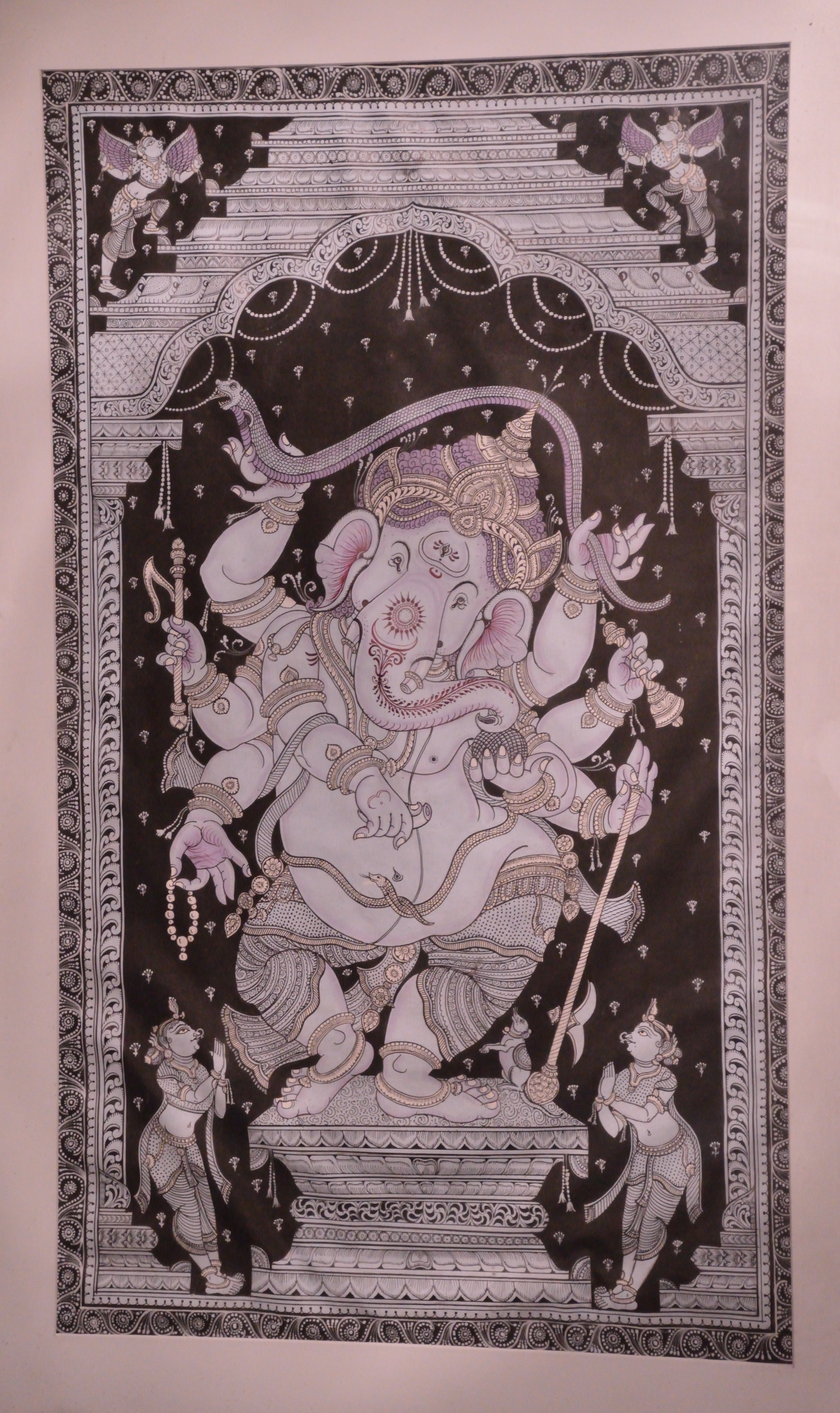
Миниатюра Ориссы: Ганеша

## Народные традиции иконографии
Иконографический канон жив до сих пор в народной традиции, развивавшейся параллельно с классической. К его образцам относятся завесы Гуджарата и Андхра-Прадеша, комплекс Пури (рельефные колесницы, деревянная скульптура и патачиты), живопись мадхубани (сакральные узоры на ткани в Митхиле). Многочисленные мифологические персонажи перешли в прикладное искусство. Их изображают на тканях, шкатулках, подносах, в виде божеств отливают светильники и сосуды. В каждом регионе Индостана они имеют свои оригинальные черты.

Образцы «народной» иконографии
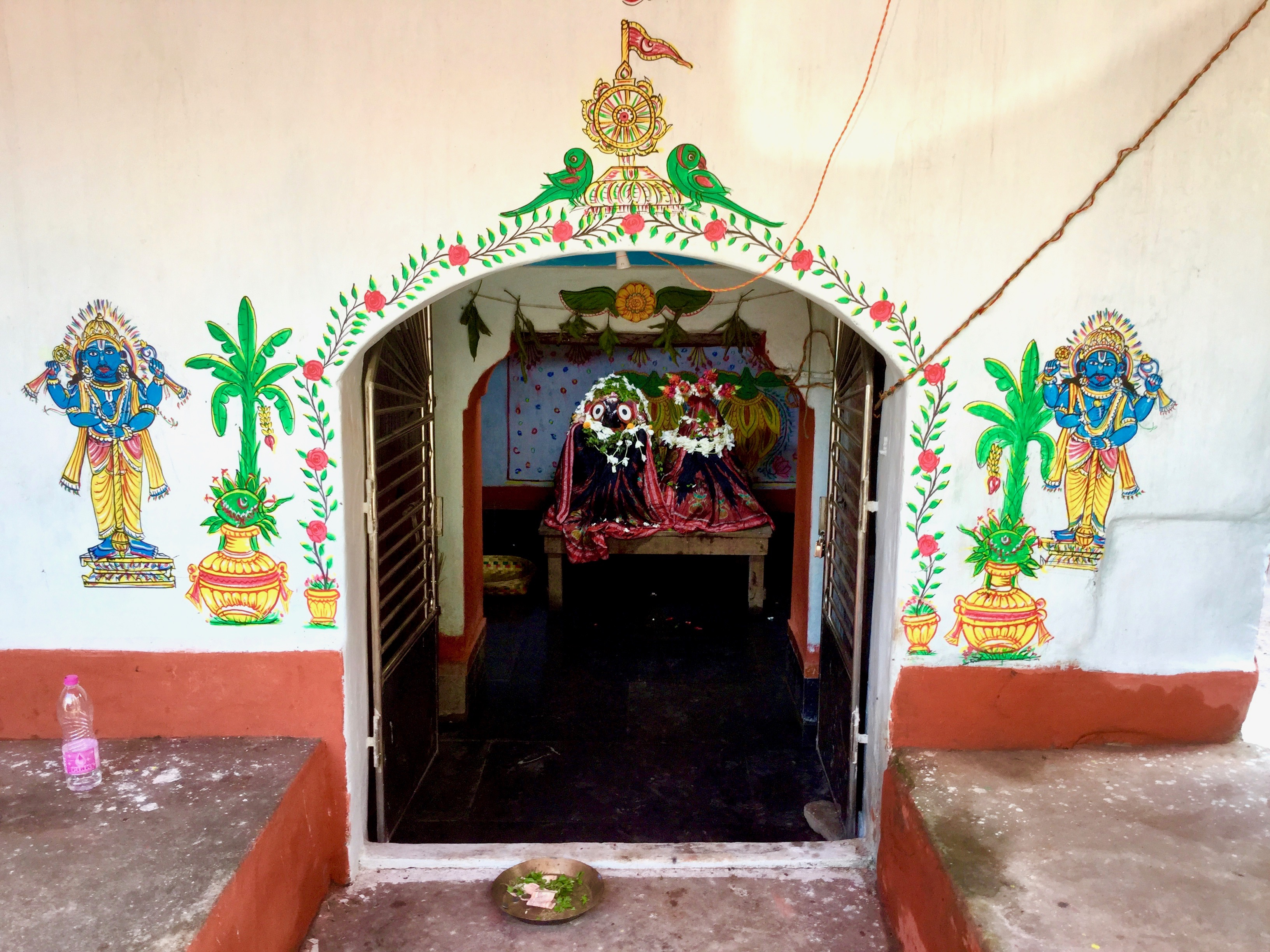
«Народный» храм Мадхабы и Дурги
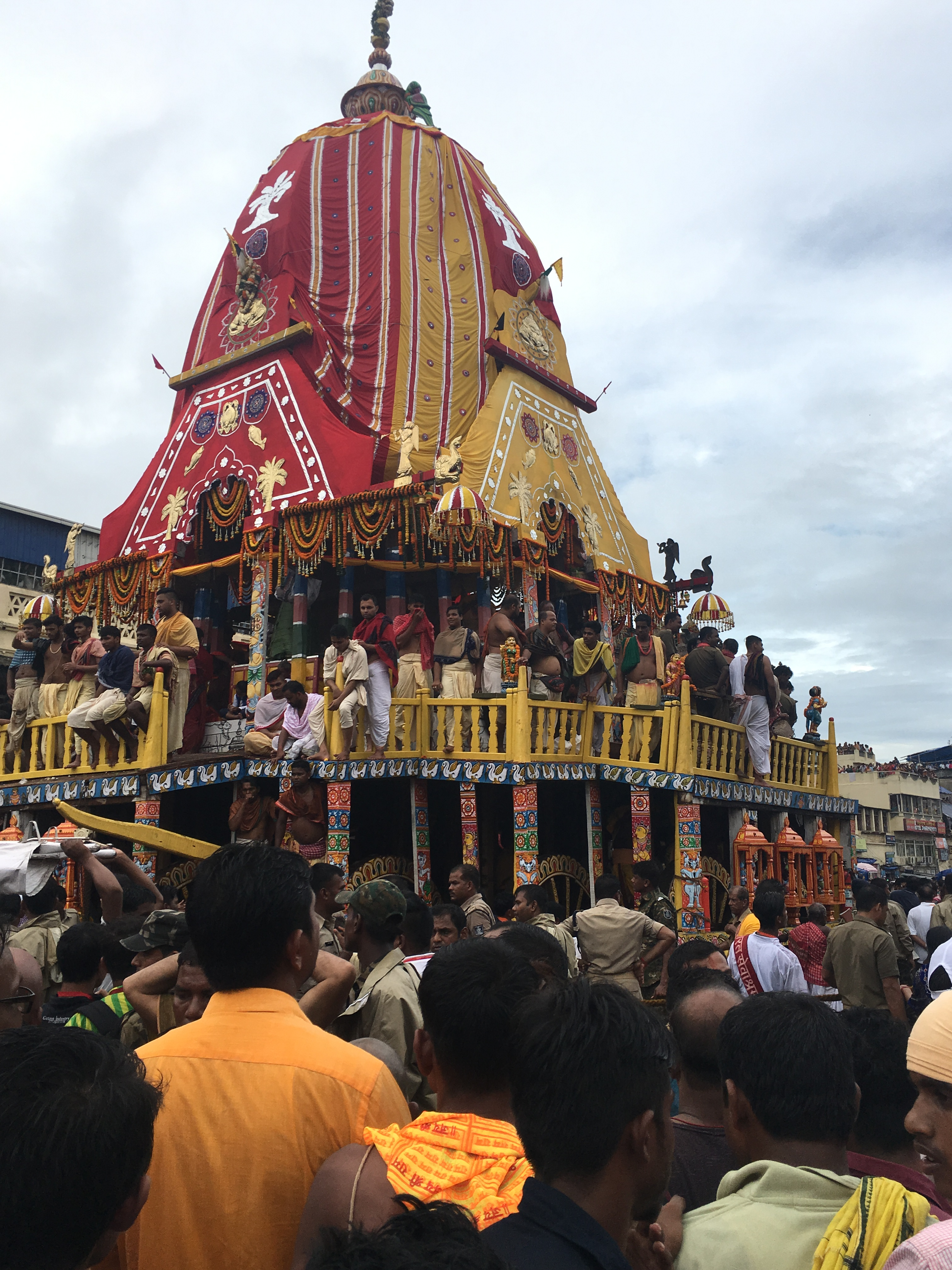
Фестивальная колесница из Пури
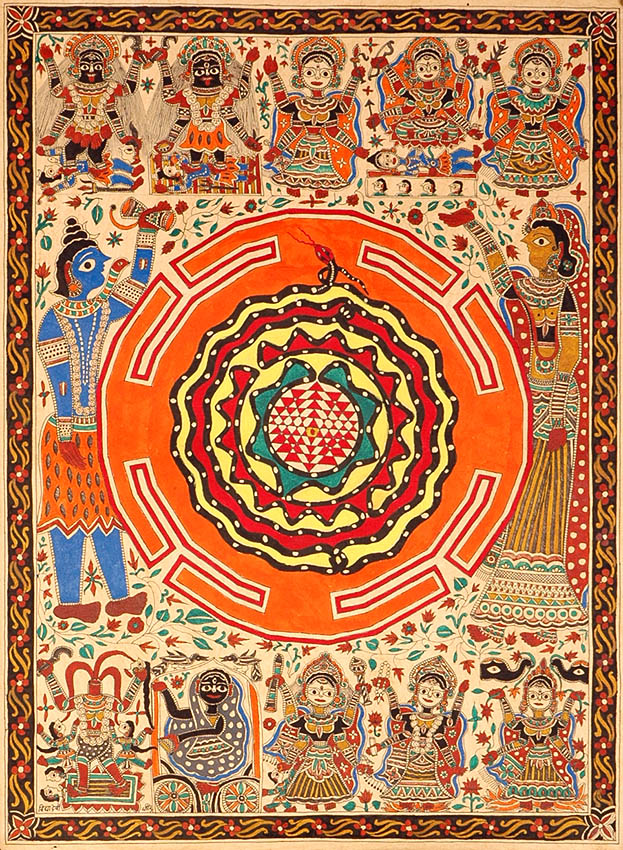
Десять Махавидья, Шива и Шакти, спиралевидная змея Шри Янтра